# Wendiceratops pinhornensis
Wendiceratops pinhornensis es la única especie conocida del género extinto Wendiceratops  de dinosaurio ceratopsiano ceratópsido, que vivió a finales del período Cretácico, hace aproximadamente entre 79 a 78 millones de años durante el Campaniense en lo que hoy es Norteamérica.

## Descripción

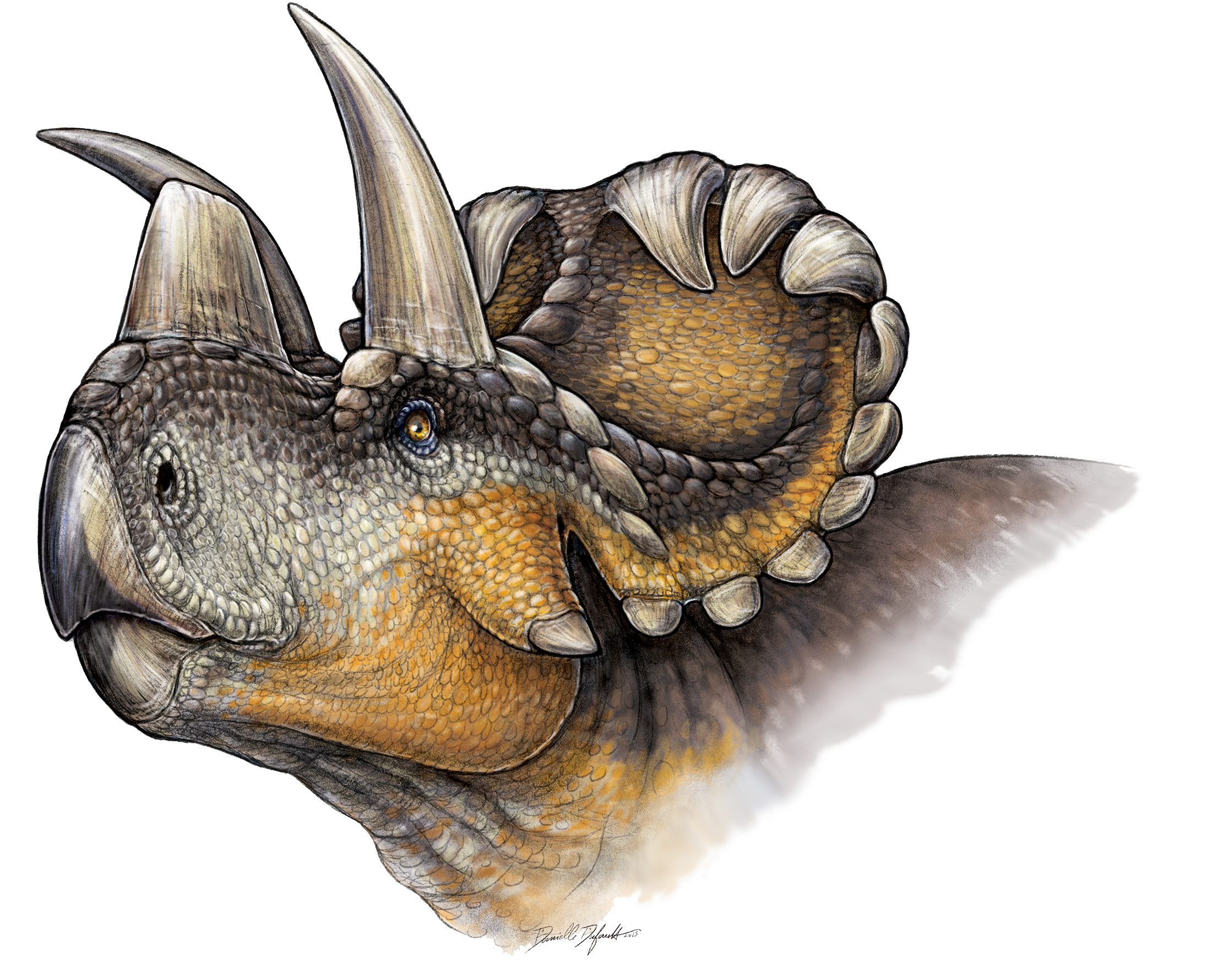
izquierdaRecreación en vida.

### Tamaño y rasgos distintivos
Wendiceratops pesaba alrededor de una tonelada y tenía una longitud de 6 metros. Los autores de su descripción indicaron dos rasgos únicos, o autapomorfias. En el borde posterior de la gola del cráneo, en los epiparietales segundo y tercero, los osículos de la piel se sujetaban al borde, tenían una base ancha, son gruesos vistos en posición vertical y se curvan oblicuamente de arriba hacia al frente, sobresaliendo de las ramas posterior y externa del hueso parietal. El isquion tiene un extremo inferior expandido y de forma rectangular. Wendiceratops se distingue además por la carencia de una espina vertical en la gola y un cuerno nasal erguido. El género chino Sinoceratops tenía epiparietales parecidos, pero además poseía un epiparietal central y protuberancias bajo los epiparietales, elementos ausentes en Wendiceratops.

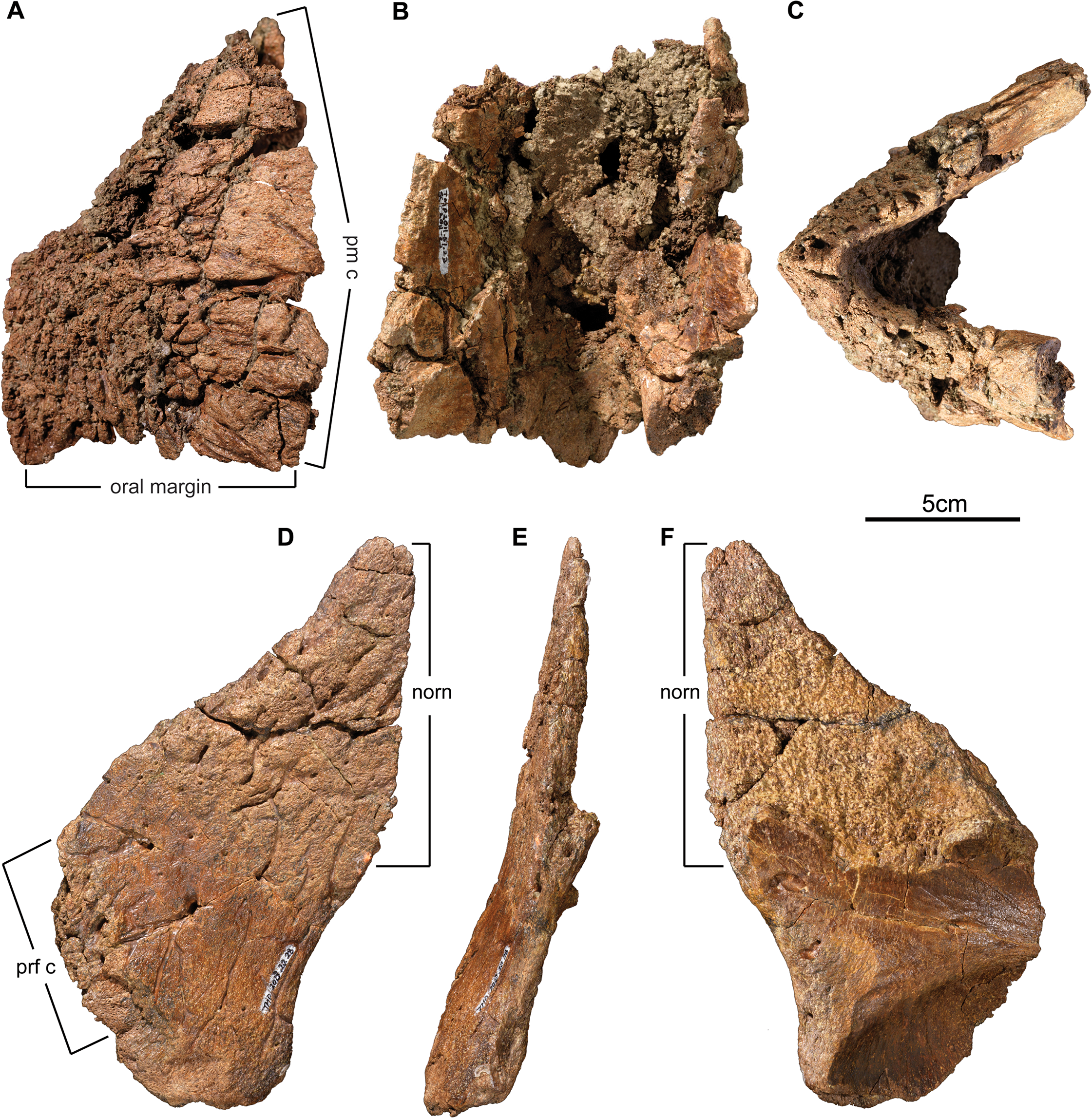
Huesos nasales y del rostro.

El maxilar de Wendiceratops tenía espacios para al menos veintiséis dientes, y en cada uno de estos estrían varios dientes unidos para formar una batería dental. No se hallaron cuernos oculares. El hueso nasal porta un cuerno nasal vertical. Su tamaño exacto y perfil son desconocidos pero un espécimen roto tiene una altura de 115 milímetros y una longitud en la base de nueve centímetros. Las superficies de contacto en el hueso prefrontal sugieren que el cuerno estaba localizado justo en frente de las órbitas oculares.

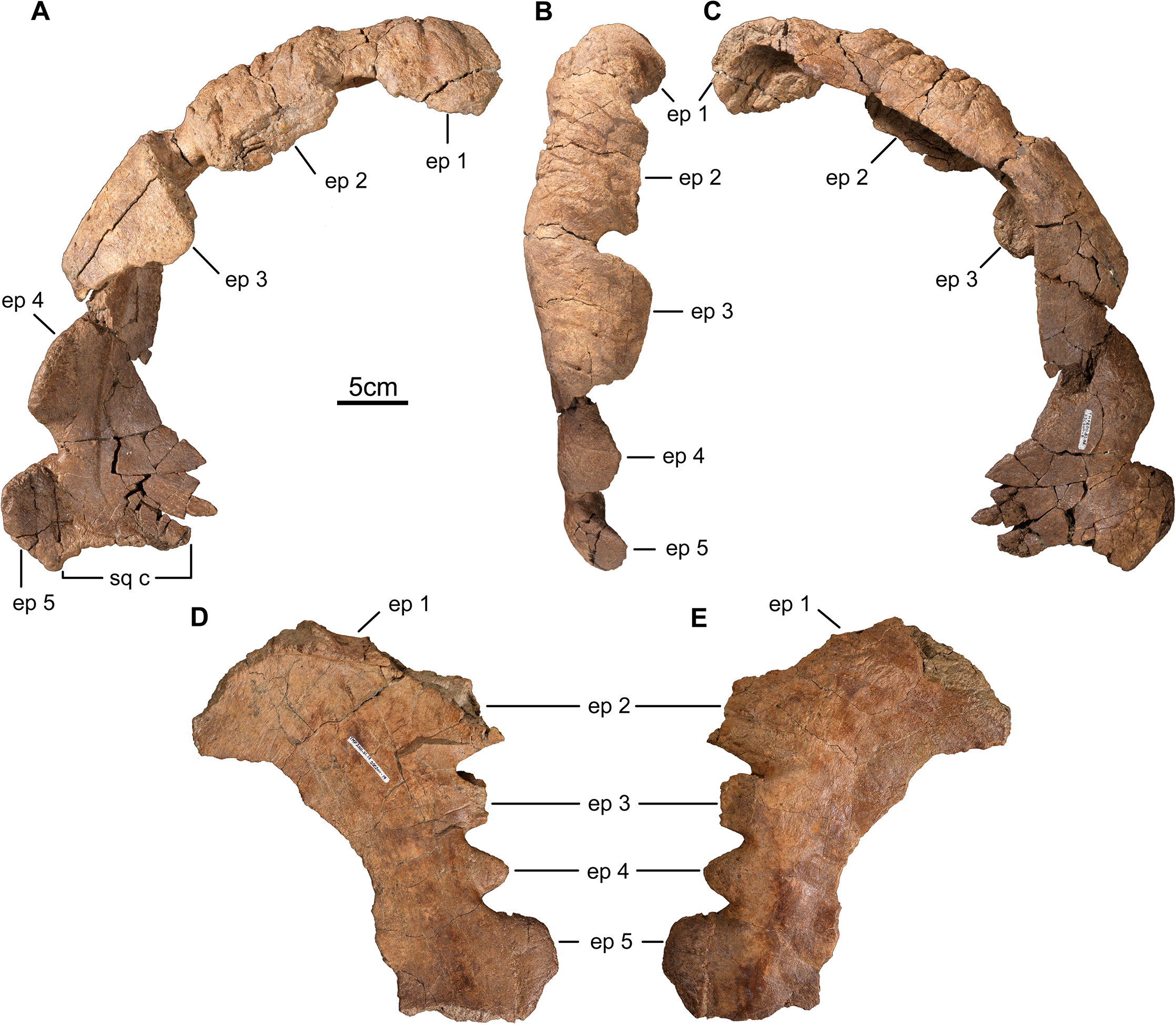
Hueso parietal.

La gola craneal de Wendiceratops era ancha. La parte frontal de la gola estaba formada por el escamosal el cual tenía una forma rectangular. En su borde se sujetaban cuatro osificaciones de la piel u osteodermos, conocidos como los epiescamosales. Estos tenían una forma asimétrica triangular y se curvaban distintivamente hacia arriba. A partir de la posición del cuarto epiescamosal más al frente corría una cresta relativamente alta, adornada con tres notorias protuberancias. En vista transversal, esta cresta le daba al escamosal el típico perfil "en pendiente" de los centrosaurinos. La parte posterior de la gola consistía de los parietales redondeados. Estos también tenían osteodermos sujetos a sus bordes, en este caso denominados como epiparietales. Cada parietal tenía cinco, numerados convencionalmente "p1" a "p5". El cuarto y quinto epiparietales, situados al frente, se asemejaban a los epiescamosales. Sin embargo, más hacia la parte posterior los epiparietales incrementan su anchura, su longitud y grosor, curvándose hacia el frente y hacia arriba. Esto daba como resultado en que el primer epiparietal adquiría una forma de lengua y se extendía por buena parte de la gola, apuntando levemente hacia afuera. En esta área el borde de la gola continuaba la curvatura de estos osteodermos, doblándose hacia arriba de forma cóncava. Cerca del borde se encuentran dos grandes aberturas, las fenestras parietales. Como no se halló una gola completa su forma exacta es desconocida pero probablemente se parecían a óvalos orientados transversalmente. Estas aberturas estaban separadas por una ancha barra ósea la cual tenía una cresta en la mitad que era lisa, sin adornos de protuberancias. Esta barra terminaba en una silueta convexa en el borde posterior de la gola. Esta carecía de un epiparietal central o "p0".
Si bien cada especie de centrosaurino poseía un patrón único de ornamentación en la gola, su esqueleto postcraneal (su cuerpo tras la cabeza) era muy conservador, ya que mostraba muy poca variación. Por ello, los autores solo pudieron encontrar pocos rasgos distintivos entre los huesos postcraneales de Wendiceratops. Entre estos, estaba el isquion. En otros centrosaurinos este hueso pélvico tenía, visto de lado, su punto más ancho en la mitad del eje. El isquion de Wendiceratops por su parte, se volvía más ancho hacia el extremo inferior, adquiriendo así una forma más bien rectangular. Aunque muchos de los especímenes eran robustos, y por tanto aparentemente de individuos adultos, algunos de los huesos eran de juveniles. Se hallaron dos tibias con una longitud de apenas veinte centímetros.

## Descubrimiento e investigación

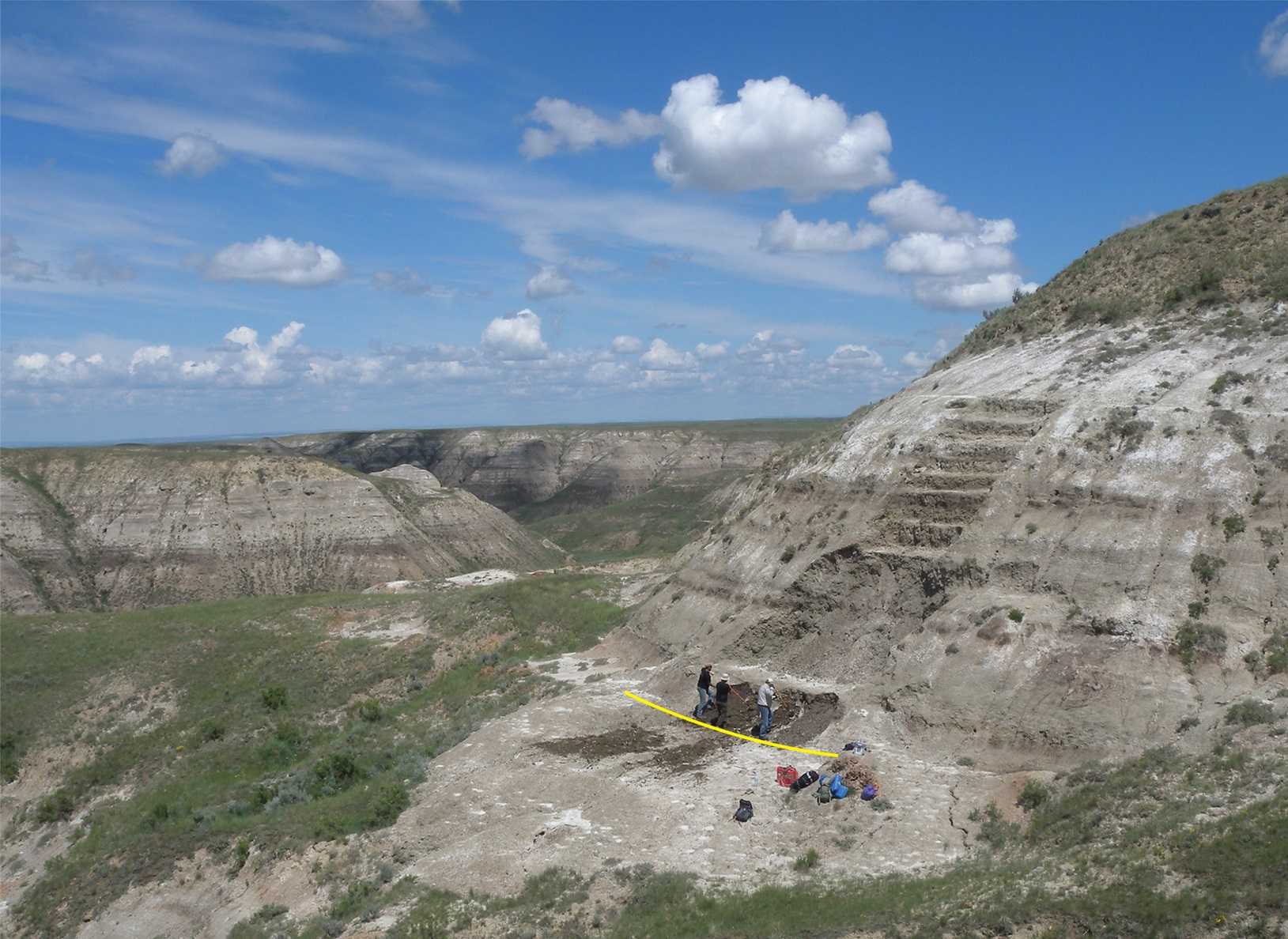
La cantera en la que se excavó al espécimen holotipo.

En 2010, la cazadora canadiense de fósiles Wendy Sloboba halló un yacimiento de huesos fósiles en la reserva provincial Pinhorn al sur del río Milk, condado de Forty Mile No. 8, Alberta, Canadá. En 2011, un equipo del Real Museo Tyrell de Paleontología exploró el sitio y comenzó a excavar los fósiles. Al año siguiente, una gran cantidad de material rocoso fue removido. En 2013 y 2014, numerosos fósiles fueron descubiertos.
En 2015, los paleontólogos David Evans y Michael Ryan nombrron y describieron a la especie tipo Wendiceratops pinhornensis. El nombre del género combina la referencia a Wendy Sloboda con el término en griego latinizado ~ceratops, "rostro con cuerno". El nombre de la especie se refiere a su procedencia de la reserva Pinhorn. Wendiceratops es el segundo ceratopsio descubierto y nombrado en 2015. El descubrimiento de este nuevo dinosaurio con cuernos - comenzando con su excavación en Alberta, su estudio científico y restauración, llegando a su eventual reconstrucción y exposición pública en el Museo Real de Ontario Museum (ROM) - fue registrado para la serie del canal History Dino Hunt Canada y su correspondiente sitio web.
El espécimen holotipo, TMP 2011.051.0009 fue hallado en una capa de la Formación Oldman, que data del Campaniense. La capa de arcilita, de cuarenta centímetros de espesor y probablemente depositada en un único evento, tiene una posible edad máxima de 79 millones de años y una edad mínima de 78.7 millones de años. El holotipo consiste de un hueso parietal derecho. Asumiendo que el yacimiento contenía una única especie de dinosaurio centrosaurino, todo el material adicional hallado fue referido a Wendiceratops pinhornensis, para un total de 184 especímenes que representan varios individuos, incluyendo juveniles. Los huesos abarcan elementos del cráneo, mandíbulas, la columna vertebral, la cintura escapular, pelvis y extremidades. Estos estaban desarticulados en su mayor parte. Además de los huesos de Wendiceratops, se encontraron restos de terópodos tiranosáuridos, cocodrilos, peces aguja y plantas.

## Clasificación

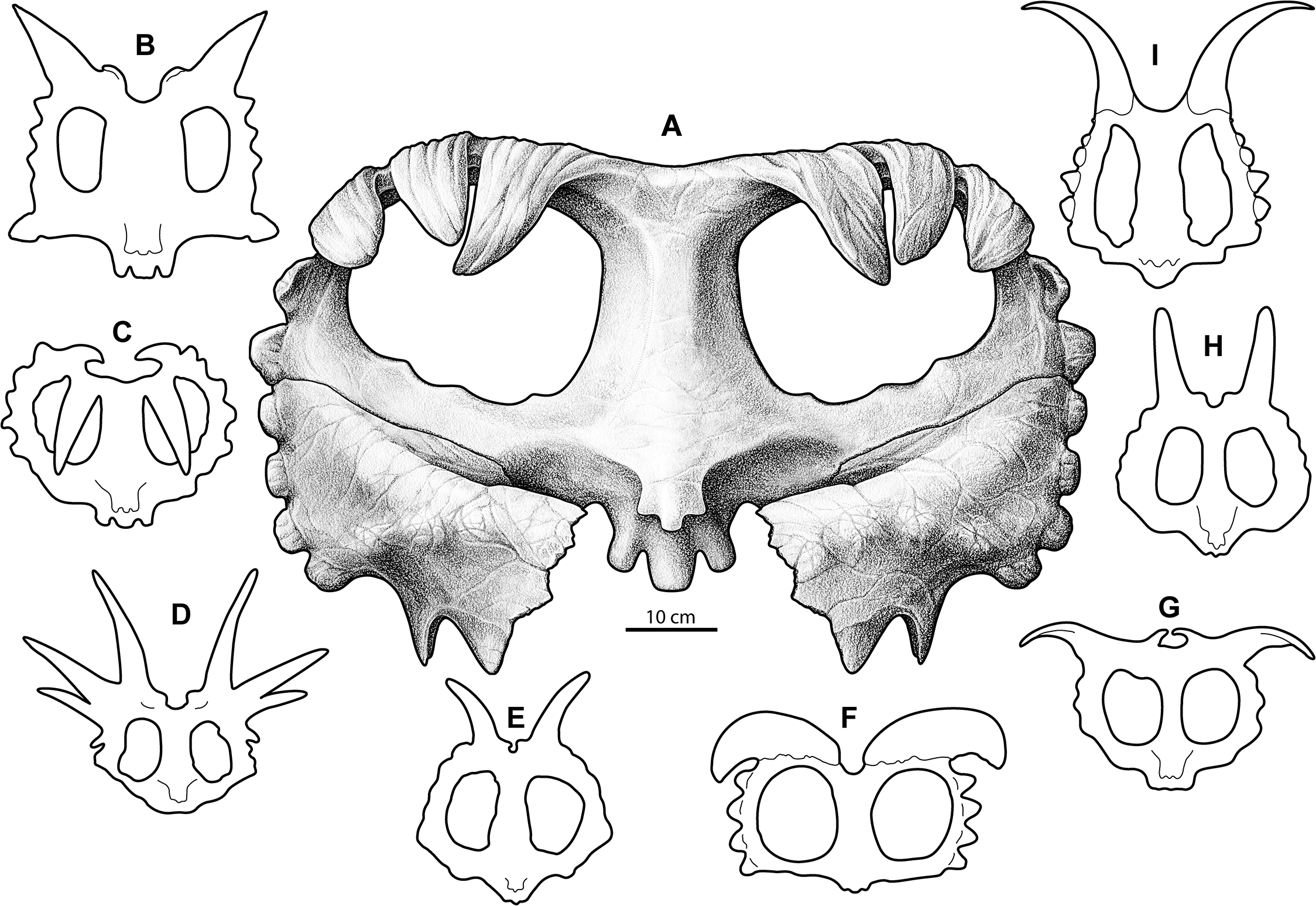
Reconstrucción de los huesos parietales de Wendiceratops y otros centrosaurinos.

Wendiceratops fue situado en la subfamilia Centrosaurinae, como una especie hermana de Sinoceratops. Su clado forma una politomía con Albertaceratops, otro centrosaurino de la misma formación, y el clado de los centrosaurinos más derivados. Wendiceratops y Sinoceratops eran mucho más avanzados en el árbol evolutivo que Xenoceratops. Sin embargo, su posición relativamente basal está de acuerdo con la edad de Wendiceratops que vivió solo unos millones de años después respecto a los más antiguos centrosaurinos conocidos, Xenoceratops y Diabloceratops
El cuerno nasal de Wendiceratops, erguido y probablemente de tamaño moderado, es visto por los autores como una transición entre los cuernos bajos de formas primitivas como Diabloceratops, Nasutoceratops y Albertaceratops y los cuernos mucho más altos de los centrosaurinos avanzados como Coronosaurus, Centrosaurus y Styracosaurus. Esto podría implicar que el largo cuerno vertical de los Chasmosaurinae se habría desarrollado de manera independiente en un proceso de evolución paralela, es decir sería la segunda vez que dicho cuerno evolucionó entre los ceratópsidos. Notablemente, los epiparietales curvados de Wendiceratops se parecen a los osteodermos de dos casmosaurinos: Vagaceratops y Kosmoceratops, aunque estos difieren en sus espacios entre osteodermos en forma de silla de montar.

### Filogenia
El último análisis filogenético que incluye a Wendiceratops, basado en Ryan et al. (2016), es reproducido a continuación:
|  | Avaceratops lammersi (ANSP 15800) |
|  |                                   |
|  | MOR 692                           |
|  |                                   |
|  | CMN 8804                          |
|  |                                   |
|  | Nasutoceratops titusi             |
|  |                                   |
|  | Taxón de Malta                    |
|  |                                   |

|  | Rubeosaurus ovatus        |
|  |                           |
|  | Styracosaurus albertensis |
|  |                           |

|  | \| \| Spinops sternbergorum \| \| \| \| \| \| Centrosaurus apertus \| \| \| \| |
|  |                                                                                |
|  | Coronosaurus brinkmani                                                         |
|  |                                                                                |
|  | Spinops sternbergorum                                                          |
|  |                                                                                |
|  | Centrosaurus apertus                                                           |
|  |                                                                                |

|  | Spinops sternbergorum |
|  |                       |
|  | Centrosaurus apertus  |
|  |                       |

|  | Rubeosaurus ovatus        |
|  |                           |
|  | Styracosaurus albertensis |
|  |                           |

|  | \| \| Spinops sternbergorum \| \| \| \| \| \| Centrosaurus apertus \| \| \| \| |
|  |                                                                                |
|  | Coronosaurus brinkmani                                                         |
|  |                                                                                |
|  | Spinops sternbergorum                                                          |
|  |                                                                                |
|  | Centrosaurus apertus                                                           |
|  |                                                                                |

|  | Spinops sternbergorum |
|  |                       |
|  | Centrosaurus apertus  |
|  |                       |

|  | Pachyrhinosaurus canadensis                                                              |
|  |                                                                                          |
|  | \| \| Pachyrhinosaurus lakustai \| \| \| \| \| \| Pachyrhinosaurus perotorum \| \| \| \| |
|  |                                                                                          |
|  | Pachyrhinosaurus lakustai                                                                |
|  |                                                                                          |
|  | Pachyrhinosaurus perotorum                                                               |
|  |                                                                                          |

|  | Pachyrhinosaurus lakustai  |
|  |                            |
|  | Pachyrhinosaurus perotorum |
|  |                            |

|  | Pachyrhinosaurus canadensis                                                              |
|  |                                                                                          |
|  | \| \| Pachyrhinosaurus lakustai \| \| \| \| \| \| Pachyrhinosaurus perotorum \| \| \| \| |
|  |                                                                                          |
|  | Pachyrhinosaurus lakustai                                                                |
|  |                                                                                          |
|  | Pachyrhinosaurus perotorum                                                               |
|  |                                                                                          |

|  | Pachyrhinosaurus lakustai  |
|  |                            |
|  | Pachyrhinosaurus perotorum |
|  |                            |

|  | Pachyrhinosaurus canadensis                                                              |
|  |                                                                                          |
|  | \| \| Pachyrhinosaurus lakustai \| \| \| \| \| \| Pachyrhinosaurus perotorum \| \| \| \| |
|  |                                                                                          |
|  | Pachyrhinosaurus lakustai                                                                |
|  |                                                                                          |
|  | Pachyrhinosaurus perotorum                                                               |
|  |                                                                                          |

|  | Pachyrhinosaurus lakustai  |
|  |                            |
|  | Pachyrhinosaurus perotorum |
|  |                            |

|  | Pachyrhinosaurus canadensis                                                              |
|  |                                                                                          |
|  | \| \| Pachyrhinosaurus lakustai \| \| \| \| \| \| Pachyrhinosaurus perotorum \| \| \| \| |
|  |                                                                                          |
|  | Pachyrhinosaurus lakustai                                                                |
|  |                                                                                          |
|  | Pachyrhinosaurus perotorum                                                               |
|  |                                                                                          |

|  | Pachyrhinosaurus lakustai  |
|  |                            |
|  | Pachyrhinosaurus perotorum |
|  |                            |

|  | Rubeosaurus ovatus        |
|  |                           |
|  | Styracosaurus albertensis |
|  |                           |

|  | \| \| Spinops sternbergorum \| \| \| \| \| \| Centrosaurus apertus \| \| \| \| |
|  |                                                                                |
|  | Coronosaurus brinkmani                                                         |
|  |                                                                                |
|  | Spinops sternbergorum                                                          |
|  |                                                                                |
|  | Centrosaurus apertus                                                           |
|  |                                                                                |

|  | Spinops sternbergorum |
|  |                       |
|  | Centrosaurus apertus  |
|  |                       |

|  | Rubeosaurus ovatus        |
|  |                           |
|  | Styracosaurus albertensis |
|  |                           |

|  | \| \| Spinops sternbergorum \| \| \| \| \| \| Centrosaurus apertus \| \| \| \| |
|  |                                                                                |
|  | Coronosaurus brinkmani                                                         |
|  |                                                                                |
|  | Spinops sternbergorum                                                          |
|  |                                                                                |
|  | Centrosaurus apertus                                                           |
|  |                                                                                |

|  | Spinops sternbergorum |
|  |                       |
|  | Centrosaurus apertus  |
|  |                       |

|  | Pachyrhinosaurus canadensis                                                              |
|  |                                                                                          |
|  | \| \| Pachyrhinosaurus lakustai \| \| \| \| \| \| Pachyrhinosaurus perotorum \| \| \| \| |
|  |                                                                                          |
|  | Pachyrhinosaurus lakustai                                                                |
|  |                                                                                          |
|  | Pachyrhinosaurus perotorum                                                               |
|  |                                                                                          |

|  | Pachyrhinosaurus lakustai  |
|  |                            |
|  | Pachyrhinosaurus perotorum |
|  |                            |

|  | Pachyrhinosaurus canadensis                                                              |
|  |                                                                                          |
|  | \| \| Pachyrhinosaurus lakustai \| \| \| \| \| \| Pachyrhinosaurus perotorum \| \| \| \| |
|  |                                                                                          |
|  | Pachyrhinosaurus lakustai                                                                |
|  |                                                                                          |
|  | Pachyrhinosaurus perotorum                                                               |
|  |                                                                                          |

|  | Pachyrhinosaurus lakustai  |
|  |                            |
|  | Pachyrhinosaurus perotorum |
|  |                            |

|  | Pachyrhinosaurus canadensis                                                              |
|  |                                                                                          |
|  | \| \| Pachyrhinosaurus lakustai \| \| \| \| \| \| Pachyrhinosaurus perotorum \| \| \| \| |
|  |                                                                                          |
|  | Pachyrhinosaurus lakustai                                                                |
|  |                                                                                          |
|  | Pachyrhinosaurus perotorum                                                               |
|  |                                                                                          |

|  | Pachyrhinosaurus lakustai  |
|  |                            |
|  | Pachyrhinosaurus perotorum |
|  |                            |

|  | Pachyrhinosaurus canadensis                                                              |
|  |                                                                                          |
|  | \| \| Pachyrhinosaurus lakustai \| \| \| \| \| \| Pachyrhinosaurus perotorum \| \| \| \| |
|  |                                                                                          |
|  | Pachyrhinosaurus lakustai                                                                |
|  |                                                                                          |
|  | Pachyrhinosaurus perotorum                                                               |
|  |                                                                                          |

|  | Pachyrhinosaurus lakustai  |
|  |                            |
|  | Pachyrhinosaurus perotorum |
|  |                            |

|  | Sinoceratops zhuchengensis |
|  |                            |
|  | Wendiceratops pinhornensis |
|  |                            |

|  | Rubeosaurus ovatus        |
|  |                           |
|  | Styracosaurus albertensis |
|  |                           |

|  | \| \| Spinops sternbergorum \| \| \| \| \| \| Centrosaurus apertus \| \| \| \| |
|  |                                                                                |
|  | Coronosaurus brinkmani                                                         |
|  |                                                                                |
|  | Spinops sternbergorum                                                          |
|  |                                                                                |
|  | Centrosaurus apertus                                                           |
|  |                                                                                |

|  | Spinops sternbergorum |
|  |                       |
|  | Centrosaurus apertus  |
|  |                       |

|  | Rubeosaurus ovatus        |
|  |                           |
|  | Styracosaurus albertensis |
|  |                           |

|  | \| \| Spinops sternbergorum \| \| \| \| \| \| Centrosaurus apertus \| \| \| \| |
|  |                                                                                |
|  | Coronosaurus brinkmani                                                         |
|  |                                                                                |
|  | Spinops sternbergorum                                                          |
|  |                                                                                |
|  | Centrosaurus apertus                                                           |
|  |                                                                                |

|  | Spinops sternbergorum |
|  |                       |
|  | Centrosaurus apertus  |
|  |                       |

|  | Pachyrhinosaurus canadensis                                                              |
|  |                                                                                          |
|  | \| \| Pachyrhinosaurus lakustai \| \| \| \| \| \| Pachyrhinosaurus perotorum \| \| \| \| |
|  |                                                                                          |
|  | Pachyrhinosaurus lakustai                                                                |
|  |                                                                                          |
|  | Pachyrhinosaurus perotorum                                                               |
|  |                                                                                          |

|  | Pachyrhinosaurus lakustai  |
|  |                            |
|  | Pachyrhinosaurus perotorum |
|  |                            |

|  | Pachyrhinosaurus canadensis                                                              |
|  |                                                                                          |
|  | \| \| Pachyrhinosaurus lakustai \| \| \| \| \| \| Pachyrhinosaurus perotorum \| \| \| \| |
|  |                                                                                          |
|  | Pachyrhinosaurus lakustai                                                                |
|  |                                                                                          |
|  | Pachyrhinosaurus perotorum                                                               |
|  |                                                                                          |

|  | Pachyrhinosaurus lakustai  |
|  |                            |
|  | Pachyrhinosaurus perotorum |
|  |                            |

|  | Pachyrhinosaurus canadensis                                                              |
|  |                                                                                          |
|  | \| \| Pachyrhinosaurus lakustai \| \| \| \| \| \| Pachyrhinosaurus perotorum \| \| \| \| |
|  |                                                                                          |
|  | Pachyrhinosaurus lakustai                                                                |
|  |                                                                                          |
|  | Pachyrhinosaurus perotorum                                                               |
|  |                                                                                          |

|  | Pachyrhinosaurus lakustai  |
|  |                            |
|  | Pachyrhinosaurus perotorum |
|  |                            |

|  | Pachyrhinosaurus canadensis                                                              |
|  |                                                                                          |
|  | \| \| Pachyrhinosaurus lakustai \| \| \| \| \| \| Pachyrhinosaurus perotorum \| \| \| \| |
|  |                                                                                          |
|  | Pachyrhinosaurus lakustai                                                                |
|  |                                                                                          |
|  | Pachyrhinosaurus perotorum                                                               |
|  |                                                                                          |

|  | Pachyrhinosaurus lakustai  |
|  |                            |
|  | Pachyrhinosaurus perotorum |
|  |                            |

|  | Rubeosaurus ovatus        |
|  |                           |
|  | Styracosaurus albertensis |
|  |                           |

|  | \| \| Spinops sternbergorum \| \| \| \| \| \| Centrosaurus apertus \| \| \| \| |
|  |                                                                                |
|  | Coronosaurus brinkmani                                                         |
|  |                                                                                |
|  | Spinops sternbergorum                                                          |
|  |                                                                                |
|  | Centrosaurus apertus                                                           |
|  |                                                                                |

|  | Spinops sternbergorum |
|  |                       |
|  | Centrosaurus apertus  |
|  |                       |

|  | Rubeosaurus ovatus        |
|  |                           |
|  | Styracosaurus albertensis |
|  |                           |

|  | \| \| Spinops sternbergorum \| \| \| \| \| \| Centrosaurus apertus \| \| \| \| |
|  |                                                                                |
|  | Coronosaurus brinkmani                                                         |
|  |                                                                                |
|  | Spinops sternbergorum                                                          |
|  |                                                                                |
|  | Centrosaurus apertus                                                           |
|  |                                                                                |

|  | Spinops sternbergorum |
|  |                       |
|  | Centrosaurus apertus  |
|  |                       |

|  | Pachyrhinosaurus canadensis                                                              |
|  |                                                                                          |
|  | \| \| Pachyrhinosaurus lakustai \| \| \| \| \| \| Pachyrhinosaurus perotorum \| \| \| \| |
|  |                                                                                          |
|  | Pachyrhinosaurus lakustai                                                                |
|  |                                                                                          |
|  | Pachyrhinosaurus perotorum                                                               |
|  |                                                                                          |

|  | Pachyrhinosaurus lakustai  |
|  |                            |
|  | Pachyrhinosaurus perotorum |
|  |                            |

|  | Pachyrhinosaurus canadensis                                                              |
|  |                                                                                          |
|  | \| \| Pachyrhinosaurus lakustai \| \| \| \| \| \| Pachyrhinosaurus perotorum \| \| \| \| |
|  |                                                                                          |
|  | Pachyrhinosaurus lakustai                                                                |
|  |                                                                                          |
|  | Pachyrhinosaurus perotorum                                                               |
|  |                                                                                          |

|  | Pachyrhinosaurus lakustai  |
|  |                            |
|  | Pachyrhinosaurus perotorum |
|  |                            |

|  | Pachyrhinosaurus canadensis                                                              |
|  |                                                                                          |
|  | \| \| Pachyrhinosaurus lakustai \| \| \| \| \| \| Pachyrhinosaurus perotorum \| \| \| \| |
|  |                                                                                          |
|  | Pachyrhinosaurus lakustai                                                                |
|  |                                                                                          |
|  | Pachyrhinosaurus perotorum                                                               |
|  |                                                                                          |

|  | Pachyrhinosaurus lakustai  |
|  |                            |
|  | Pachyrhinosaurus perotorum |
|  |                            |

|  | Pachyrhinosaurus canadensis                                                              |
|  |                                                                                          |
|  | \| \| Pachyrhinosaurus lakustai \| \| \| \| \| \| Pachyrhinosaurus perotorum \| \| \| \| |
|  |                                                                                          |
|  | Pachyrhinosaurus lakustai                                                                |
|  |                                                                                          |
|  | Pachyrhinosaurus perotorum                                                               |
|  |                                                                                          |

|  | Pachyrhinosaurus lakustai  |
|  |                            |
|  | Pachyrhinosaurus perotorum |
|  |                            |

|  | Sinoceratops zhuchengensis |
|  |                            |
|  | Wendiceratops pinhornensis |
|  |                            |

|  | Rubeosaurus ovatus        |
|  |                           |
|  | Styracosaurus albertensis |
|  |                           |

|  | \| \| Spinops sternbergorum \| \| \| \| \| \| Centrosaurus apertus \| \| \| \| |
|  |                                                                                |
|  | Coronosaurus brinkmani                                                         |
|  |                                                                                |
|  | Spinops sternbergorum                                                          |
|  |                                                                                |
|  | Centrosaurus apertus                                                           |
|  |                                                                                |

|  | Spinops sternbergorum |
|  |                       |
|  | Centrosaurus apertus  |
|  |                       |

|  | Rubeosaurus ovatus        |
|  |                           |
|  | Styracosaurus albertensis |
|  |                           |

|  | \| \| Spinops sternbergorum \| \| \| \| \| \| Centrosaurus apertus \| \| \| \| |
|  |                                                                                |
|  | Coronosaurus brinkmani                                                         |
|  |                                                                                |
|  | Spinops sternbergorum                                                          |
|  |                                                                                |
|  | Centrosaurus apertus                                                           |
|  |                                                                                |

|  | Spinops sternbergorum |
|  |                       |
|  | Centrosaurus apertus  |
|  |                       |

|  | Pachyrhinosaurus canadensis                                                              |
|  |                                                                                          |
|  | \| \| Pachyrhinosaurus lakustai \| \| \| \| \| \| Pachyrhinosaurus perotorum \| \| \| \| |
|  |                                                                                          |
|  | Pachyrhinosaurus lakustai                                                                |
|  |                                                                                          |
|  | Pachyrhinosaurus perotorum                                                               |
|  |                                                                                          |

|  | Pachyrhinosaurus lakustai  |
|  |                            |
|  | Pachyrhinosaurus perotorum |
|  |                            |

|  | Pachyrhinosaurus canadensis                                                              |
|  |                                                                                          |
|  | \| \| Pachyrhinosaurus lakustai \| \| \| \| \| \| Pachyrhinosaurus perotorum \| \| \| \| |
|  |                                                                                          |
|  | Pachyrhinosaurus lakustai                                                                |
|  |                                                                                          |
|  | Pachyrhinosaurus perotorum                                                               |
|  |                                                                                          |

|  | Pachyrhinosaurus lakustai  |
|  |                            |
|  | Pachyrhinosaurus perotorum |
|  |                            |

|  | Pachyrhinosaurus canadensis                                                              |
|  |                                                                                          |
|  | \| \| Pachyrhinosaurus lakustai \| \| \| \| \| \| Pachyrhinosaurus perotorum \| \| \| \| |
|  |                                                                                          |
|  | Pachyrhinosaurus lakustai                                                                |
|  |                                                                                          |
|  | Pachyrhinosaurus perotorum                                                               |
|  |                                                                                          |

|  | Pachyrhinosaurus lakustai  |
|  |                            |
|  | Pachyrhinosaurus perotorum |
|  |                            |

|  | Pachyrhinosaurus canadensis                                                              |
|  |                                                                                          |
|  | \| \| Pachyrhinosaurus lakustai \| \| \| \| \| \| Pachyrhinosaurus perotorum \| \| \| \| |
|  |                                                                                          |
|  | Pachyrhinosaurus lakustai                                                                |
|  |                                                                                          |
|  | Pachyrhinosaurus perotorum                                                               |
|  |                                                                                          |

|  | Pachyrhinosaurus lakustai  |
|  |                            |
|  | Pachyrhinosaurus perotorum |
|  |                            |

|  | Rubeosaurus ovatus        |
|  |                           |
|  | Styracosaurus albertensis |
|  |                           |

|  | \| \| Spinops sternbergorum \| \| \| \| \| \| Centrosaurus apertus \| \| \| \| |
|  |                                                                                |
|  | Coronosaurus brinkmani                                                         |
|  |                                                                                |
|  | Spinops sternbergorum                                                          |
|  |                                                                                |
|  | Centrosaurus apertus                                                           |
|  |                                                                                |

|  | Spinops sternbergorum |
|  |                       |
|  | Centrosaurus apertus  |
|  |                       |

|  | Rubeosaurus ovatus        |
|  |                           |
|  | Styracosaurus albertensis |
|  |                           |

|  | \| \| Spinops sternbergorum \| \| \| \| \| \| Centrosaurus apertus \| \| \| \| |
|  |                                                                                |
|  | Coronosaurus brinkmani                                                         |
|  |                                                                                |
|  | Spinops sternbergorum                                                          |
|  |                                                                                |
|  | Centrosaurus apertus                                                           |
|  |                                                                                |

|  | Spinops sternbergorum |
|  |                       |
|  | Centrosaurus apertus  |
|  |                       |

|  | Pachyrhinosaurus canadensis                                                              |
|  |                                                                                          |
|  | \| \| Pachyrhinosaurus lakustai \| \| \| \| \| \| Pachyrhinosaurus perotorum \| \| \| \| |
|  |                                                                                          |
|  | Pachyrhinosaurus lakustai                                                                |
|  |                                                                                          |
|  | Pachyrhinosaurus perotorum                                                               |
|  |                                                                                          |

|  | Pachyrhinosaurus lakustai  |
|  |                            |
|  | Pachyrhinosaurus perotorum |
|  |                            |

|  | Pachyrhinosaurus canadensis                                                              |
|  |                                                                                          |
|  | \| \| Pachyrhinosaurus lakustai \| \| \| \| \| \| Pachyrhinosaurus perotorum \| \| \| \| |
|  |                                                                                          |
|  | Pachyrhinosaurus lakustai                                                                |
|  |                                                                                          |
|  | Pachyrhinosaurus perotorum                                                               |
|  |                                                                                          |

|  | Pachyrhinosaurus lakustai  |
|  |                            |
|  | Pachyrhinosaurus perotorum |
|  |                            |

|  | Pachyrhinosaurus canadensis                                                              |
|  |                                                                                          |
|  | \| \| Pachyrhinosaurus lakustai \| \| \| \| \| \| Pachyrhinosaurus perotorum \| \| \| \| |
|  |                                                                                          |
|  | Pachyrhinosaurus lakustai                                                                |
|  |                                                                                          |
|  | Pachyrhinosaurus perotorum                                                               |
|  |                                                                                          |

|  | Pachyrhinosaurus lakustai  |
|  |                            |
|  | Pachyrhinosaurus perotorum |
|  |                            |

|  | Pachyrhinosaurus canadensis                                                              |
|  |                                                                                          |
|  | \| \| Pachyrhinosaurus lakustai \| \| \| \| \| \| Pachyrhinosaurus perotorum \| \| \| \| |
|  |                                                                                          |
|  | Pachyrhinosaurus lakustai                                                                |
|  |                                                                                          |
|  | Pachyrhinosaurus perotorum                                                               |
|  |                                                                                          |

|  | Pachyrhinosaurus lakustai  |
|  |                            |
|  | Pachyrhinosaurus perotorum |
|  |                            |

|  | Sinoceratops zhuchengensis |
|  |                            |
|  | Wendiceratops pinhornensis |
|  |                            |

|  | Rubeosaurus ovatus        |
|  |                           |
|  | Styracosaurus albertensis |
|  |                           |

|  | \| \| Spinops sternbergorum \| \| \| \| \| \| Centrosaurus apertus \| \| \| \| |
|  |                                                                                |
|  | Coronosaurus brinkmani                                                         |
|  |                                                                                |
|  | Spinops sternbergorum                                                          |
|  |                                                                                |
|  | Centrosaurus apertus                                                           |
|  |                                                                                |

|  | Spinops sternbergorum |
|  |                       |
|  | Centrosaurus apertus  |
|  |                       |

|  | Rubeosaurus ovatus        |
|  |                           |
|  | Styracosaurus albertensis |
|  |                           |

|  | \| \| Spinops sternbergorum \| \| \| \| \| \| Centrosaurus apertus \| \| \| \| |
|  |                                                                                |
|  | Coronosaurus brinkmani                                                         |
|  |                                                                                |
|  | Spinops sternbergorum                                                          |
|  |                                                                                |
|  | Centrosaurus apertus                                                           |
|  |                                                                                |

|  | Spinops sternbergorum |
|  |                       |
|  | Centrosaurus apertus  |
|  |                       |

|  | Pachyrhinosaurus canadensis                                                              |
|  |                                                                                          |
|  | \| \| Pachyrhinosaurus lakustai \| \| \| \| \| \| Pachyrhinosaurus perotorum \| \| \| \| |
|  |                                                                                          |
|  | Pachyrhinosaurus lakustai                                                                |
|  |                                                                                          |
|  | Pachyrhinosaurus perotorum                                                               |
|  |                                                                                          |

|  | Pachyrhinosaurus lakustai  |
|  |                            |
|  | Pachyrhinosaurus perotorum |
|  |                            |

|  | Pachyrhinosaurus canadensis                                                              |
|  |                                                                                          |
|  | \| \| Pachyrhinosaurus lakustai \| \| \| \| \| \| Pachyrhinosaurus perotorum \| \| \| \| |
|  |                                                                                          |
|  | Pachyrhinosaurus lakustai                                                                |
|  |                                                                                          |
|  | Pachyrhinosaurus perotorum                                                               |
|  |                                                                                          |

|  | Pachyrhinosaurus lakustai  |
|  |                            |
|  | Pachyrhinosaurus perotorum |
|  |                            |

|  | Pachyrhinosaurus canadensis                                                              |
|  |                                                                                          |
|  | \| \| Pachyrhinosaurus lakustai \| \| \| \| \| \| Pachyrhinosaurus perotorum \| \| \| \| |
|  |                                                                                          |
|  | Pachyrhinosaurus lakustai                                                                |
|  |                                                                                          |
|  | Pachyrhinosaurus perotorum                                                               |
|  |                                                                                          |

|  | Pachyrhinosaurus lakustai  |
|  |                            |
|  | Pachyrhinosaurus perotorum |
|  |                            |

|  | Pachyrhinosaurus canadensis                                                              |
|  |                                                                                          |
|  | \| \| Pachyrhinosaurus lakustai \| \| \| \| \| \| Pachyrhinosaurus perotorum \| \| \| \| |
|  |                                                                                          |
|  | Pachyrhinosaurus lakustai                                                                |
|  |                                                                                          |
|  | Pachyrhinosaurus perotorum                                                               |
|  |                                                                                          |

|  | Pachyrhinosaurus lakustai  |
|  |                            |
|  | Pachyrhinosaurus perotorum |
|  |                            |

|  | Rubeosaurus ovatus        |
|  |                           |
|  | Styracosaurus albertensis |
|  |                           |

|  | \| \| Spinops sternbergorum \| \| \| \| \| \| Centrosaurus apertus \| \| \| \| |
|  |                                                                                |
|  | Coronosaurus brinkmani                                                         |
|  |                                                                                |
|  | Spinops sternbergorum                                                          |
|  |                                                                                |
|  | Centrosaurus apertus                                                           |
|  |                                                                                |

|  | Spinops sternbergorum |
|  |                       |
|  | Centrosaurus apertus  |
|  |                       |

|  | Rubeosaurus ovatus        |
|  |                           |
|  | Styracosaurus albertensis |
|  |                           |

|  | \| \| Spinops sternbergorum \| \| \| \| \| \| Centrosaurus apertus \| \| \| \| |
|  |                                                                                |
|  | Coronosaurus brinkmani                                                         |
|  |                                                                                |
|  | Spinops sternbergorum                                                          |
|  |                                                                                |
|  | Centrosaurus apertus                                                           |
|  |                                                                                |

|  | Spinops sternbergorum |
|  |                       |
|  | Centrosaurus apertus  |
|  |                       |

|  | Pachyrhinosaurus canadensis                                                              |
|  |                                                                                          |
|  | \| \| Pachyrhinosaurus lakustai \| \| \| \| \| \| Pachyrhinosaurus perotorum \| \| \| \| |
|  |                                                                                          |
|  | Pachyrhinosaurus lakustai                                                                |
|  |                                                                                          |
|  | Pachyrhinosaurus perotorum                                                               |
|  |                                                                                          |

|  | Pachyrhinosaurus lakustai  |
|  |                            |
|  | Pachyrhinosaurus perotorum |
|  |                            |

|  | Pachyrhinosaurus canadensis                                                              |
|  |                                                                                          |
|  | \| \| Pachyrhinosaurus lakustai \| \| \| \| \| \| Pachyrhinosaurus perotorum \| \| \| \| |
|  |                                                                                          |
|  | Pachyrhinosaurus lakustai                                                                |
|  |                                                                                          |
|  | Pachyrhinosaurus perotorum                                                               |
|  |                                                                                          |

|  | Pachyrhinosaurus lakustai  |
|  |                            |
|  | Pachyrhinosaurus perotorum |
|  |                            |

|  | Pachyrhinosaurus canadensis                                                              |
|  |                                                                                          |
|  | \| \| Pachyrhinosaurus lakustai \| \| \| \| \| \| Pachyrhinosaurus perotorum \| \| \| \| |
|  |                                                                                          |
|  | Pachyrhinosaurus lakustai                                                                |
|  |                                                                                          |
|  | Pachyrhinosaurus perotorum                                                               |
|  |                                                                                          |

|  | Pachyrhinosaurus lakustai  |
|  |                            |
|  | Pachyrhinosaurus perotorum |
|  |                            |

|  | Pachyrhinosaurus canadensis                                                              |
|  |                                                                                          |
|  | \| \| Pachyrhinosaurus lakustai \| \| \| \| \| \| Pachyrhinosaurus perotorum \| \| \| \| |
|  |                                                                                          |
|  | Pachyrhinosaurus lakustai                                                                |
|  |                                                                                          |
|  | Pachyrhinosaurus perotorum                                                               |
|  |                                                                                          |

|  | Pachyrhinosaurus lakustai  |
|  |                            |
|  | Pachyrhinosaurus perotorum |
|  |                            |

|  | Sinoceratops zhuchengensis |
|  |                            |
|  | Wendiceratops pinhornensis |
|  |                            |

|  | Avaceratops lammersi (ANSP 15800) |
|  |                                   |
|  | MOR 692                           |
|  |                                   |
|  | CMN 8804                          |
|  |                                   |
|  | Nasutoceratops titusi             |
|  |                                   |
|  | Taxón de Malta                    |
|  |                                   |

|  | Rubeosaurus ovatus        |
|  |                           |
|  | Styracosaurus albertensis |
|  |                           |

|  | \| \| Spinops sternbergorum \| \| \| \| \| \| Centrosaurus apertus \| \| \| \| |
|  |                                                                                |
|  | Coronosaurus brinkmani                                                         |
|  |                                                                                |
|  | Spinops sternbergorum                                                          |
|  |                                                                                |
|  | Centrosaurus apertus                                                           |
|  |                                                                                |

|  | Spinops sternbergorum |
|  |                       |
|  | Centrosaurus apertus  |
|  |                       |

|  | Rubeosaurus ovatus        |
|  |                           |
|  | Styracosaurus albertensis |
|  |                           |

|  | \| \| Spinops sternbergorum \| \| \| \| \| \| Centrosaurus apertus \| \| \| \| |
|  |                                                                                |
|  | Coronosaurus brinkmani                                                         |
|  |                                                                                |
|  | Spinops sternbergorum                                                          |
|  |                                                                                |
|  | Centrosaurus apertus                                                           |
|  |                                                                                |

|  | Spinops sternbergorum |
|  |                       |
|  | Centrosaurus apertus  |
|  |                       |

|  | Pachyrhinosaurus canadensis                                                              |
|  |                                                                                          |
|  | \| \| Pachyrhinosaurus lakustai \| \| \| \| \| \| Pachyrhinosaurus perotorum \| \| \| \| |
|  |                                                                                          |
|  | Pachyrhinosaurus lakustai                                                                |
|  |                                                                                          |
|  | Pachyrhinosaurus perotorum                                                               |
|  |                                                                                          |

|  | Pachyrhinosaurus lakustai  |
|  |                            |
|  | Pachyrhinosaurus perotorum |
|  |                            |

|  | Pachyrhinosaurus canadensis                                                              |
|  |                                                                                          |
|  | \| \| Pachyrhinosaurus lakustai \| \| \| \| \| \| Pachyrhinosaurus perotorum \| \| \| \| |
|  |                                                                                          |
|  | Pachyrhinosaurus lakustai                                                                |
|  |                                                                                          |
|  | Pachyrhinosaurus perotorum                                                               |
|  |                                                                                          |

|  | Pachyrhinosaurus lakustai  |
|  |                            |
|  | Pachyrhinosaurus perotorum |
|  |                            |

|  | Pachyrhinosaurus canadensis                                                              |
|  |                                                                                          |
|  | \| \| Pachyrhinosaurus lakustai \| \| \| \| \| \| Pachyrhinosaurus perotorum \| \| \| \| |
|  |                                                                                          |
|  | Pachyrhinosaurus lakustai                                                                |
|  |                                                                                          |
|  | Pachyrhinosaurus perotorum                                                               |
|  |                                                                                          |

|  | Pachyrhinosaurus lakustai  |
|  |                            |
|  | Pachyrhinosaurus perotorum |
|  |                            |

|  | Pachyrhinosaurus canadensis                                                              |
|  |                                                                                          |
|  | \| \| Pachyrhinosaurus lakustai \| \| \| \| \| \| Pachyrhinosaurus perotorum \| \| \| \| |
|  |                                                                                          |
|  | Pachyrhinosaurus lakustai                                                                |
|  |                                                                                          |
|  | Pachyrhinosaurus perotorum                                                               |
|  |                                                                                          |

|  | Pachyrhinosaurus lakustai  |
|  |                            |
|  | Pachyrhinosaurus perotorum |
|  |                            |

|  | Rubeosaurus ovatus        |
|  |                           |
|  | Styracosaurus albertensis |
|  |                           |

|  | \| \| Spinops sternbergorum \| \| \| \| \| \| Centrosaurus apertus \| \| \| \| |
|  |                                                                                |
|  | Coronosaurus brinkmani                                                         |
|  |                                                                                |
|  | Spinops sternbergorum                                                          |
|  |                                                                                |
|  | Centrosaurus apertus                                                           |
|  |                                                                                |

|  | Spinops sternbergorum |
|  |                       |
|  | Centrosaurus apertus  |
|  |                       |

|  | Rubeosaurus ovatus        |
|  |                           |
|  | Styracosaurus albertensis |
|  |                           |

|  | \| \| Spinops sternbergorum \| \| \| \| \| \| Centrosaurus apertus \| \| \| \| |
|  |                                                                                |
|  | Coronosaurus brinkmani                                                         |
|  |                                                                                |
|  | Spinops sternbergorum                                                          |
|  |                                                                                |
|  | Centrosaurus apertus                                                           |
|  |                                                                                |

|  | Spinops sternbergorum |
|  |                       |
|  | Centrosaurus apertus  |
|  |                       |

|  | Pachyrhinosaurus canadensis                                                              |
|  |                                                                                          |
|  | \| \| Pachyrhinosaurus lakustai \| \| \| \| \| \| Pachyrhinosaurus perotorum \| \| \| \| |
|  |                                                                                          |
|  | Pachyrhinosaurus lakustai                                                                |
|  |                                                                                          |
|  | Pachyrhinosaurus perotorum                                                               |
|  |                                                                                          |

|  | Pachyrhinosaurus lakustai  |
|  |                            |
|  | Pachyrhinosaurus perotorum |
|  |                            |

|  | Pachyrhinosaurus canadensis                                                              |
|  |                                                                                          |
|  | \| \| Pachyrhinosaurus lakustai \| \| \| \| \| \| Pachyrhinosaurus perotorum \| \| \| \| |
|  |                                                                                          |
|  | Pachyrhinosaurus lakustai                                                                |
|  |                                                                                          |
|  | Pachyrhinosaurus perotorum                                                               |
|  |                                                                                          |

|  | Pachyrhinosaurus lakustai  |
|  |                            |
|  | Pachyrhinosaurus perotorum |
|  |                            |

|  | Pachyrhinosaurus canadensis                                                              |
|  |                                                                                          |
|  | \| \| Pachyrhinosaurus lakustai \| \| \| \| \| \| Pachyrhinosaurus perotorum \| \| \| \| |
|  |                                                                                          |
|  | Pachyrhinosaurus lakustai                                                                |
|  |                                                                                          |
|  | Pachyrhinosaurus perotorum                                                               |
|  |                                                                                          |

|  | Pachyrhinosaurus lakustai  |
|  |                            |
|  | Pachyrhinosaurus perotorum |
|  |                            |

|  | Pachyrhinosaurus canadensis                                                              |
|  |                                                                                          |
|  | \| \| Pachyrhinosaurus lakustai \| \| \| \| \| \| Pachyrhinosaurus perotorum \| \| \| \| |
|  |                                                                                          |
|  | Pachyrhinosaurus lakustai                                                                |
|  |                                                                                          |
|  | Pachyrhinosaurus perotorum                                                               |
|  |                                                                                          |

|  | Pachyrhinosaurus lakustai  |
|  |                            |
|  | Pachyrhinosaurus perotorum |
|  |                            |

|  | Sinoceratops zhuchengensis |
|  |                            |
|  | Wendiceratops pinhornensis |
|  |                            |

|  | Rubeosaurus ovatus        |
|  |                           |
|  | Styracosaurus albertensis |
|  |                           |

|  | \| \| Spinops sternbergorum \| \| \| \| \| \| Centrosaurus apertus \| \| \| \| |
|  |                                                                                |
|  | Coronosaurus brinkmani                                                         |
|  |                                                                                |
|  | Spinops sternbergorum                                                          |
|  |                                                                                |
|  | Centrosaurus apertus                                                           |
|  |                                                                                |

|  | Spinops sternbergorum |
|  |                       |
|  | Centrosaurus apertus  |
|  |                       |

|  | Rubeosaurus ovatus        |
|  |                           |
|  | Styracosaurus albertensis |
|  |                           |

|  | \| \| Spinops sternbergorum \| \| \| \| \| \| Centrosaurus apertus \| \| \| \| |
|  |                                                                                |
|  | Coronosaurus brinkmani                                                         |
|  |                                                                                |
|  | Spinops sternbergorum                                                          |
|  |                                                                                |
|  | Centrosaurus apertus                                                           |
|  |                                                                                |

|  | Spinops sternbergorum |
|  |                       |
|  | Centrosaurus apertus  |
|  |                       |

|  | Pachyrhinosaurus canadensis                                                              |
|  |                                                                                          |
|  | \| \| Pachyrhinosaurus lakustai \| \| \| \| \| \| Pachyrhinosaurus perotorum \| \| \| \| |
|  |                                                                                          |
|  | Pachyrhinosaurus lakustai                                                                |
|  |                                                                                          |
|  | Pachyrhinosaurus perotorum                                                               |
|  |                                                                                          |

|  | Pachyrhinosaurus lakustai  |
|  |                            |
|  | Pachyrhinosaurus perotorum |
|  |                            |

|  | Pachyrhinosaurus canadensis                                                              |
|  |                                                                                          |
|  | \| \| Pachyrhinosaurus lakustai \| \| \| \| \| \| Pachyrhinosaurus perotorum \| \| \| \| |
|  |                                                                                          |
|  | Pachyrhinosaurus lakustai                                                                |
|  |                                                                                          |
|  | Pachyrhinosaurus perotorum                                                               |
|  |                                                                                          |

|  | Pachyrhinosaurus lakustai  |
|  |                            |
|  | Pachyrhinosaurus perotorum |
|  |                            |

|  | Pachyrhinosaurus canadensis                                                              |
|  |                                                                                          |
|  | \| \| Pachyrhinosaurus lakustai \| \| \| \| \| \| Pachyrhinosaurus perotorum \| \| \| \| |
|  |                                                                                          |
|  | Pachyrhinosaurus lakustai                                                                |
|  |                                                                                          |
|  | Pachyrhinosaurus perotorum                                                               |
|  |                                                                                          |

|  | Pachyrhinosaurus lakustai  |
|  |                            |
|  | Pachyrhinosaurus perotorum |
|  |                            |

|  | Pachyrhinosaurus canadensis                                                              |
|  |                                                                                          |
|  | \| \| Pachyrhinosaurus lakustai \| \| \| \| \| \| Pachyrhinosaurus perotorum \| \| \| \| |
|  |                                                                                          |
|  | Pachyrhinosaurus lakustai                                                                |
|  |                                                                                          |
|  | Pachyrhinosaurus perotorum                                                               |
|  |                                                                                          |

|  | Pachyrhinosaurus lakustai  |
|  |                            |
|  | Pachyrhinosaurus perotorum |
|  |                            |

|  | Rubeosaurus ovatus        |
|  |                           |
|  | Styracosaurus albertensis |
|  |                           |

|  | \| \| Spinops sternbergorum \| \| \| \| \| \| Centrosaurus apertus \| \| \| \| |
|  |                                                                                |
|  | Coronosaurus brinkmani                                                         |
|  |                                                                                |
|  | Spinops sternbergorum                                                          |
|  |                                                                                |
|  | Centrosaurus apertus                                                           |
|  |                                                                                |

|  | Spinops sternbergorum |
|  |                       |
|  | Centrosaurus apertus  |
|  |                       |

|  | Rubeosaurus ovatus        |
|  |                           |
|  | Styracosaurus albertensis |
|  |                           |

|  | \| \| Spinops sternbergorum \| \| \| \| \| \| Centrosaurus apertus \| \| \| \| |
|  |                                                                                |
|  | Coronosaurus brinkmani                                                         |
|  |                                                                                |
|  | Spinops sternbergorum                                                          |
|  |                                                                                |
|  | Centrosaurus apertus                                                           |
|  |                                                                                |

|  | Spinops sternbergorum |
|  |                       |
|  | Centrosaurus apertus  |
|  |                       |

|  | Pachyrhinosaurus canadensis                                                              |
|  |                                                                                          |
|  | \| \| Pachyrhinosaurus lakustai \| \| \| \| \| \| Pachyrhinosaurus perotorum \| \| \| \| |
|  |                                                                                          |
|  | Pachyrhinosaurus lakustai                                                                |
|  |                                                                                          |
|  | Pachyrhinosaurus perotorum                                                               |
|  |                                                                                          |

|  | Pachyrhinosaurus lakustai  |
|  |                            |
|  | Pachyrhinosaurus perotorum |
|  |                            |

|  | Pachyrhinosaurus canadensis                                                              |
|  |                                                                                          |
|  | \| \| Pachyrhinosaurus lakustai \| \| \| \| \| \| Pachyrhinosaurus perotorum \| \| \| \| |
|  |                                                                                          |
|  | Pachyrhinosaurus lakustai                                                                |
|  |                                                                                          |
|  | Pachyrhinosaurus perotorum                                                               |
|  |                                                                                          |

|  | Pachyrhinosaurus lakustai  |
|  |                            |
|  | Pachyrhinosaurus perotorum |
|  |                            |

|  | Pachyrhinosaurus canadensis                                                              |
|  |                                                                                          |
|  | \| \| Pachyrhinosaurus lakustai \| \| \| \| \| \| Pachyrhinosaurus perotorum \| \| \| \| |
|  |                                                                                          |
|  | Pachyrhinosaurus lakustai                                                                |
|  |                                                                                          |
|  | Pachyrhinosaurus perotorum                                                               |
|  |                                                                                          |

|  | Pachyrhinosaurus lakustai  |
|  |                            |
|  | Pachyrhinosaurus perotorum |
|  |                            |

|  | Pachyrhinosaurus canadensis                                                              |
|  |                                                                                          |
|  | \| \| Pachyrhinosaurus lakustai \| \| \| \| \| \| Pachyrhinosaurus perotorum \| \| \| \| |
|  |                                                                                          |
|  | Pachyrhinosaurus lakustai                                                                |
|  |                                                                                          |
|  | Pachyrhinosaurus perotorum                                                               |
|  |                                                                                          |

|  | Pachyrhinosaurus lakustai  |
|  |                            |
|  | Pachyrhinosaurus perotorum |
|  |                            |

|  | Sinoceratops zhuchengensis |
|  |                            |
|  | Wendiceratops pinhornensis |
|  |                            |

|  | Rubeosaurus ovatus        |
|  |                           |
|  | Styracosaurus albertensis |
|  |                           |

|  | \| \| Spinops sternbergorum \| \| \| \| \| \| Centrosaurus apertus \| \| \| \| |
|  |                                                                                |
|  | Coronosaurus brinkmani                                                         |
|  |                                                                                |
|  | Spinops sternbergorum                                                          |
|  |                                                                                |
|  | Centrosaurus apertus                                                           |
|  |                                                                                |

|  | Spinops sternbergorum |
|  |                       |
|  | Centrosaurus apertus  |
|  |                       |

|  | Rubeosaurus ovatus        |
|  |                           |
|  | Styracosaurus albertensis |
|  |                           |

|  | \| \| Spinops sternbergorum \| \| \| \| \| \| Centrosaurus apertus \| \| \| \| |
|  |                                                                                |
|  | Coronosaurus brinkmani                                                         |
|  |                                                                                |
|  | Spinops sternbergorum                                                          |
|  |                                                                                |
|  | Centrosaurus apertus                                                           |
|  |                                                                                |

|  | Spinops sternbergorum |
|  |                       |
|  | Centrosaurus apertus  |
|  |                       |

|  | Pachyrhinosaurus canadensis                                                              |
|  |                                                                                          |
|  | \| \| Pachyrhinosaurus lakustai \| \| \| \| \| \| Pachyrhinosaurus perotorum \| \| \| \| |
|  |                                                                                          |
|  | Pachyrhinosaurus lakustai                                                                |
|  |                                                                                          |
|  | Pachyrhinosaurus perotorum                                                               |
|  |                                                                                          |

|  | Pachyrhinosaurus lakustai  |
|  |                            |
|  | Pachyrhinosaurus perotorum |
|  |                            |

|  | Pachyrhinosaurus canadensis                                                              |
|  |                                                                                          |
|  | \| \| Pachyrhinosaurus lakustai \| \| \| \| \| \| Pachyrhinosaurus perotorum \| \| \| \| |
|  |                                                                                          |
|  | Pachyrhinosaurus lakustai                                                                |
|  |                                                                                          |
|  | Pachyrhinosaurus perotorum                                                               |
|  |                                                                                          |

|  | Pachyrhinosaurus lakustai  |
|  |                            |
|  | Pachyrhinosaurus perotorum |
|  |                            |

|  | Pachyrhinosaurus canadensis                                                              |
|  |                                                                                          |
|  | \| \| Pachyrhinosaurus lakustai \| \| \| \| \| \| Pachyrhinosaurus perotorum \| \| \| \| |
|  |                                                                                          |
|  | Pachyrhinosaurus lakustai                                                                |
|  |                                                                                          |
|  | Pachyrhinosaurus perotorum                                                               |
|  |                                                                                          |

|  | Pachyrhinosaurus lakustai  |
|  |                            |
|  | Pachyrhinosaurus perotorum |
|  |                            |

|  | Pachyrhinosaurus canadensis                                                              |
|  |                                                                                          |
|  | \| \| Pachyrhinosaurus lakustai \| \| \| \| \| \| Pachyrhinosaurus perotorum \| \| \| \| |
|  |                                                                                          |
|  | Pachyrhinosaurus lakustai                                                                |
|  |                                                                                          |
|  | Pachyrhinosaurus perotorum                                                               |
|  |                                                                                          |

|  | Pachyrhinosaurus lakustai  |
|  |                            |
|  | Pachyrhinosaurus perotorum |
|  |                            |

|  | Rubeosaurus ovatus        |
|  |                           |
|  | Styracosaurus albertensis |
|  |                           |

|  | \| \| Spinops sternbergorum \| \| \| \| \| \| Centrosaurus apertus \| \| \| \| |
|  |                                                                                |
|  | Coronosaurus brinkmani                                                         |
|  |                                                                                |
|  | Spinops sternbergorum                                                          |
|  |                                                                                |
|  | Centrosaurus apertus                                                           |
|  |                                                                                |

|  | Spinops sternbergorum |
|  |                       |
|  | Centrosaurus apertus  |
|  |                       |

|  | Rubeosaurus ovatus        |
|  |                           |
|  | Styracosaurus albertensis |
|  |                           |

|  | \| \| Spinops sternbergorum \| \| \| \| \| \| Centrosaurus apertus \| \| \| \| |
|  |                                                                                |
|  | Coronosaurus brinkmani                                                         |
|  |                                                                                |
|  | Spinops sternbergorum                                                          |
|  |                                                                                |
|  | Centrosaurus apertus                                                           |
|  |                                                                                |

|  | Spinops sternbergorum |
|  |                       |
|  | Centrosaurus apertus  |
|  |                       |

|  | Pachyrhinosaurus canadensis                                                              |
|  |                                                                                          |
|  | \| \| Pachyrhinosaurus lakustai \| \| \| \| \| \| Pachyrhinosaurus perotorum \| \| \| \| |
|  |                                                                                          |
|  | Pachyrhinosaurus lakustai                                                                |
|  |                                                                                          |
|  | Pachyrhinosaurus perotorum                                                               |
|  |                                                                                          |

|  | Pachyrhinosaurus lakustai  |
|  |                            |
|  | Pachyrhinosaurus perotorum |
|  |                            |

|  | Pachyrhinosaurus canadensis                                                              |
|  |                                                                                          |
|  | \| \| Pachyrhinosaurus lakustai \| \| \| \| \| \| Pachyrhinosaurus perotorum \| \| \| \| |
|  |                                                                                          |
|  | Pachyrhinosaurus lakustai                                                                |
|  |                                                                                          |
|  | Pachyrhinosaurus perotorum                                                               |
|  |                                                                                          |

|  | Pachyrhinosaurus lakustai  |
|  |                            |
|  | Pachyrhinosaurus perotorum |
|  |                            |

|  | Pachyrhinosaurus canadensis                                                              |
|  |                                                                                          |
|  | \| \| Pachyrhinosaurus lakustai \| \| \| \| \| \| Pachyrhinosaurus perotorum \| \| \| \| |
|  |                                                                                          |
|  | Pachyrhinosaurus lakustai                                                                |
|  |                                                                                          |
|  | Pachyrhinosaurus perotorum                                                               |
|  |                                                                                          |

|  | Pachyrhinosaurus lakustai  |
|  |                            |
|  | Pachyrhinosaurus perotorum |
|  |                            |

|  | Pachyrhinosaurus canadensis                                                              |
|  |                                                                                          |
|  | \| \| Pachyrhinosaurus lakustai \| \| \| \| \| \| Pachyrhinosaurus perotorum \| \| \| \| |
|  |                                                                                          |
|  | Pachyrhinosaurus lakustai                                                                |
|  |                                                                                          |
|  | Pachyrhinosaurus perotorum                                                               |
|  |                                                                                          |

|  | Pachyrhinosaurus lakustai  |
|  |                            |
|  | Pachyrhinosaurus perotorum |
|  |                            |

|  | Sinoceratops zhuchengensis |
|  |                            |
|  | Wendiceratops pinhornensis |
|  |                            |

|  | Rubeosaurus ovatus        |
|  |                           |
|  | Styracosaurus albertensis |
|  |                           |

|  | \| \| Spinops sternbergorum \| \| \| \| \| \| Centrosaurus apertus \| \| \| \| |
|  |                                                                                |
|  | Coronosaurus brinkmani                                                         |
|  |                                                                                |
|  | Spinops sternbergorum                                                          |
|  |                                                                                |
|  | Centrosaurus apertus                                                           |
|  |                                                                                |

|  | Spinops sternbergorum |
|  |                       |
|  | Centrosaurus apertus  |
|  |                       |

|  | Rubeosaurus ovatus        |
|  |                           |
|  | Styracosaurus albertensis |
|  |                           |

|  | \| \| Spinops sternbergorum \| \| \| \| \| \| Centrosaurus apertus \| \| \| \| |
|  |                                                                                |
|  | Coronosaurus brinkmani                                                         |
|  |                                                                                |
|  | Spinops sternbergorum                                                          |
|  |                                                                                |
|  | Centrosaurus apertus                                                           |
|  |                                                                                |

|  | Spinops sternbergorum |
|  |                       |
|  | Centrosaurus apertus  |
|  |                       |

|  | Pachyrhinosaurus canadensis                                                              |
|  |                                                                                          |
|  | \| \| Pachyrhinosaurus lakustai \| \| \| \| \| \| Pachyrhinosaurus perotorum \| \| \| \| |
|  |                                                                                          |
|  | Pachyrhinosaurus lakustai                                                                |
|  |                                                                                          |
|  | Pachyrhinosaurus perotorum                                                               |
|  |                                                                                          |

|  | Pachyrhinosaurus lakustai  |
|  |                            |
|  | Pachyrhinosaurus perotorum |
|  |                            |

|  | Pachyrhinosaurus canadensis                                                              |
|  |                                                                                          |
|  | \| \| Pachyrhinosaurus lakustai \| \| \| \| \| \| Pachyrhinosaurus perotorum \| \| \| \| |
|  |                                                                                          |
|  | Pachyrhinosaurus lakustai                                                                |
|  |                                                                                          |
|  | Pachyrhinosaurus perotorum                                                               |
|  |                                                                                          |

|  | Pachyrhinosaurus lakustai  |
|  |                            |
|  | Pachyrhinosaurus perotorum |
|  |                            |

|  | Pachyrhinosaurus canadensis                                                              |
|  |                                                                                          |
|  | \| \| Pachyrhinosaurus lakustai \| \| \| \| \| \| Pachyrhinosaurus perotorum \| \| \| \| |
|  |                                                                                          |
|  | Pachyrhinosaurus lakustai                                                                |
|  |                                                                                          |
|  | Pachyrhinosaurus perotorum                                                               |
|  |                                                                                          |

|  | Pachyrhinosaurus lakustai  |
|  |                            |
|  | Pachyrhinosaurus perotorum |
|  |                            |

|  | Pachyrhinosaurus canadensis                                                              |
|  |                                                                                          |
|  | \| \| Pachyrhinosaurus lakustai \| \| \| \| \| \| Pachyrhinosaurus perotorum \| \| \| \| |
|  |                                                                                          |
|  | Pachyrhinosaurus lakustai                                                                |
|  |                                                                                          |
|  | Pachyrhinosaurus perotorum                                                               |
|  |                                                                                          |

|  | Pachyrhinosaurus lakustai  |
|  |                            |
|  | Pachyrhinosaurus perotorum |
|  |                            |

|  | Rubeosaurus ovatus        |
|  |                           |
|  | Styracosaurus albertensis |
|  |                           |

|  | \| \| Spinops sternbergorum \| \| \| \| \| \| Centrosaurus apertus \| \| \| \| |
|  |                                                                                |
|  | Coronosaurus brinkmani                                                         |
|  |                                                                                |
|  | Spinops sternbergorum                                                          |
|  |                                                                                |
|  | Centrosaurus apertus                                                           |
|  |                                                                                |

|  | Spinops sternbergorum |
|  |                       |
|  | Centrosaurus apertus  |
|  |                       |

|  | Rubeosaurus ovatus        |
|  |                           |
|  | Styracosaurus albertensis |
|  |                           |

|  | \| \| Spinops sternbergorum \| \| \| \| \| \| Centrosaurus apertus \| \| \| \| |
|  |                                                                                |
|  | Coronosaurus brinkmani                                                         |
|  |                                                                                |
|  | Spinops sternbergorum                                                          |
|  |                                                                                |
|  | Centrosaurus apertus                                                           |
|  |                                                                                |

|  | Spinops sternbergorum |
|  |                       |
|  | Centrosaurus apertus  |
|  |                       |

|  | Pachyrhinosaurus canadensis                                                              |
|  |                                                                                          |
|  | \| \| Pachyrhinosaurus lakustai \| \| \| \| \| \| Pachyrhinosaurus perotorum \| \| \| \| |
|  |                                                                                          |
|  | Pachyrhinosaurus lakustai                                                                |
|  |                                                                                          |
|  | Pachyrhinosaurus perotorum                                                               |
|  |                                                                                          |

|  | Pachyrhinosaurus lakustai  |
|  |                            |
|  | Pachyrhinosaurus perotorum |
|  |                            |

|  | Pachyrhinosaurus canadensis                                                              |
|  |                                                                                          |
|  | \| \| Pachyrhinosaurus lakustai \| \| \| \| \| \| Pachyrhinosaurus perotorum \| \| \| \| |
|  |                                                                                          |
|  | Pachyrhinosaurus lakustai                                                                |
|  |                                                                                          |
|  | Pachyrhinosaurus perotorum                                                               |
|  |                                                                                          |

|  | Pachyrhinosaurus lakustai  |
|  |                            |
|  | Pachyrhinosaurus perotorum |
|  |                            |

|  | Pachyrhinosaurus canadensis                                                              |
|  |                                                                                          |
|  | \| \| Pachyrhinosaurus lakustai \| \| \| \| \| \| Pachyrhinosaurus perotorum \| \| \| \| |
|  |                                                                                          |
|  | Pachyrhinosaurus lakustai                                                                |
|  |                                                                                          |
|  | Pachyrhinosaurus perotorum                                                               |
|  |                                                                                          |

|  | Pachyrhinosaurus lakustai  |
|  |                            |
|  | Pachyrhinosaurus perotorum |
|  |                            |

|  | Pachyrhinosaurus canadensis                                                              |
|  |                                                                                          |
|  | \| \| Pachyrhinosaurus lakustai \| \| \| \| \| \| Pachyrhinosaurus perotorum \| \| \| \| |
|  |                                                                                          |
|  | Pachyrhinosaurus lakustai                                                                |
|  |                                                                                          |
|  | Pachyrhinosaurus perotorum                                                               |
|  |                                                                                          |

|  | Pachyrhinosaurus lakustai  |
|  |                            |
|  | Pachyrhinosaurus perotorum |
|  |                            |

|  | Sinoceratops zhuchengensis |
|  |                            |
|  | Wendiceratops pinhornensis |
|  |                            |

|  | Avaceratops lammersi (ANSP 15800) |
|  |                                   |
|  | MOR 692                           |
|  |                                   |
|  | CMN 8804                          |
|  |                                   |
|  | Nasutoceratops titusi             |
|  |                                   |
|  | Taxón de Malta                    |
|  |                                   |

|  | Rubeosaurus ovatus        |
|  |                           |
|  | Styracosaurus albertensis |
|  |                           |

|  | \| \| Spinops sternbergorum \| \| \| \| \| \| Centrosaurus apertus \| \| \| \| |
|  |                                                                                |
|  | Coronosaurus brinkmani                                                         |
|  |                                                                                |
|  | Spinops sternbergorum                                                          |
|  |                                                                                |
|  | Centrosaurus apertus                                                           |
|  |                                                                                |

|  | Spinops sternbergorum |
|  |                       |
|  | Centrosaurus apertus  |
|  |                       |

|  | Rubeosaurus ovatus        |
|  |                           |
|  | Styracosaurus albertensis |
|  |                           |

|  | \| \| Spinops sternbergorum \| \| \| \| \| \| Centrosaurus apertus \| \| \| \| |
|  |                                                                                |
|  | Coronosaurus brinkmani                                                         |
|  |                                                                                |
|  | Spinops sternbergorum                                                          |
|  |                                                                                |
|  | Centrosaurus apertus                                                           |
|  |                                                                                |

|  | Spinops sternbergorum |
|  |                       |
|  | Centrosaurus apertus  |
|  |                       |

|  | Pachyrhinosaurus canadensis                                                              |
|  |                                                                                          |
|  | \| \| Pachyrhinosaurus lakustai \| \| \| \| \| \| Pachyrhinosaurus perotorum \| \| \| \| |
|  |                                                                                          |
|  | Pachyrhinosaurus lakustai                                                                |
|  |                                                                                          |
|  | Pachyrhinosaurus perotorum                                                               |
|  |                                                                                          |

|  | Pachyrhinosaurus lakustai  |
|  |                            |
|  | Pachyrhinosaurus perotorum |
|  |                            |

|  | Pachyrhinosaurus canadensis                                                              |
|  |                                                                                          |
|  | \| \| Pachyrhinosaurus lakustai \| \| \| \| \| \| Pachyrhinosaurus perotorum \| \| \| \| |
|  |                                                                                          |
|  | Pachyrhinosaurus lakustai                                                                |
|  |                                                                                          |
|  | Pachyrhinosaurus perotorum                                                               |
|  |                                                                                          |

|  | Pachyrhinosaurus lakustai  |
|  |                            |
|  | Pachyrhinosaurus perotorum |
|  |                            |

|  | Pachyrhinosaurus canadensis                                                              |
|  |                                                                                          |
|  | \| \| Pachyrhinosaurus lakustai \| \| \| \| \| \| Pachyrhinosaurus perotorum \| \| \| \| |
|  |                                                                                          |
|  | Pachyrhinosaurus lakustai                                                                |
|  |                                                                                          |
|  | Pachyrhinosaurus perotorum                                                               |
|  |                                                                                          |

|  | Pachyrhinosaurus lakustai  |
|  |                            |
|  | Pachyrhinosaurus perotorum |
|  |                            |

|  | Pachyrhinosaurus canadensis                                                              |
|  |                                                                                          |
|  | \| \| Pachyrhinosaurus lakustai \| \| \| \| \| \| Pachyrhinosaurus perotorum \| \| \| \| |
|  |                                                                                          |
|  | Pachyrhinosaurus lakustai                                                                |
|  |                                                                                          |
|  | Pachyrhinosaurus perotorum                                                               |
|  |                                                                                          |

|  | Pachyrhinosaurus lakustai  |
|  |                            |
|  | Pachyrhinosaurus perotorum |
|  |                            |

|  | Rubeosaurus ovatus        |
|  |                           |
|  | Styracosaurus albertensis |
|  |                           |

|  | \| \| Spinops sternbergorum \| \| \| \| \| \| Centrosaurus apertus \| \| \| \| |
|  |                                                                                |
|  | Coronosaurus brinkmani                                                         |
|  |                                                                                |
|  | Spinops sternbergorum                                                          |
|  |                                                                                |
|  | Centrosaurus apertus                                                           |
|  |                                                                                |

|  | Spinops sternbergorum |
|  |                       |
|  | Centrosaurus apertus  |
|  |                       |

|  | Rubeosaurus ovatus        |
|  |                           |
|  | Styracosaurus albertensis |
|  |                           |

|  | \| \| Spinops sternbergorum \| \| \| \| \| \| Centrosaurus apertus \| \| \| \| |
|  |                                                                                |
|  | Coronosaurus brinkmani                                                         |
|  |                                                                                |
|  | Spinops sternbergorum                                                          |
|  |                                                                                |
|  | Centrosaurus apertus                                                           |
|  |                                                                                |

|  | Spinops sternbergorum |
|  |                       |
|  | Centrosaurus apertus  |
|  |                       |

|  | Pachyrhinosaurus canadensis                                                              |
|  |                                                                                          |
|  | \| \| Pachyrhinosaurus lakustai \| \| \| \| \| \| Pachyrhinosaurus perotorum \| \| \| \| |
|  |                                                                                          |
|  | Pachyrhinosaurus lakustai                                                                |
|  |                                                                                          |
|  | Pachyrhinosaurus perotorum                                                               |
|  |                                                                                          |

|  | Pachyrhinosaurus lakustai  |
|  |                            |
|  | Pachyrhinosaurus perotorum |
|  |                            |

|  | Pachyrhinosaurus canadensis                                                              |
|  |                                                                                          |
|  | \| \| Pachyrhinosaurus lakustai \| \| \| \| \| \| Pachyrhinosaurus perotorum \| \| \| \| |
|  |                                                                                          |
|  | Pachyrhinosaurus lakustai                                                                |
|  |                                                                                          |
|  | Pachyrhinosaurus perotorum                                                               |
|  |                                                                                          |

|  | Pachyrhinosaurus lakustai  |
|  |                            |
|  | Pachyrhinosaurus perotorum |
|  |                            |

|  | Pachyrhinosaurus canadensis                                                              |
|  |                                                                                          |
|  | \| \| Pachyrhinosaurus lakustai \| \| \| \| \| \| Pachyrhinosaurus perotorum \| \| \| \| |
|  |                                                                                          |
|  | Pachyrhinosaurus lakustai                                                                |
|  |                                                                                          |
|  | Pachyrhinosaurus perotorum                                                               |
|  |                                                                                          |

|  | Pachyrhinosaurus lakustai  |
|  |                            |
|  | Pachyrhinosaurus perotorum |
|  |                            |

|  | Pachyrhinosaurus canadensis                                                              |
|  |                                                                                          |
|  | \| \| Pachyrhinosaurus lakustai \| \| \| \| \| \| Pachyrhinosaurus perotorum \| \| \| \| |
|  |                                                                                          |
|  | Pachyrhinosaurus lakustai                                                                |
|  |                                                                                          |
|  | Pachyrhinosaurus perotorum                                                               |
|  |                                                                                          |

|  | Pachyrhinosaurus lakustai  |
|  |                            |
|  | Pachyrhinosaurus perotorum |
|  |                            |

|  | Sinoceratops zhuchengensis |
|  |                            |
|  | Wendiceratops pinhornensis |
|  |                            |

|  | Rubeosaurus ovatus        |
|  |                           |
|  | Styracosaurus albertensis |
|  |                           |

|  | \| \| Spinops sternbergorum \| \| \| \| \| \| Centrosaurus apertus \| \| \| \| |
|  |                                                                                |
|  | Coronosaurus brinkmani                                                         |
|  |                                                                                |
|  | Spinops sternbergorum                                                          |
|  |                                                                                |
|  | Centrosaurus apertus                                                           |
|  |                                                                                |

|  | Spinops sternbergorum |
|  |                       |
|  | Centrosaurus apertus  |
|  |                       |

|  | Rubeosaurus ovatus        |
|  |                           |
|  | Styracosaurus albertensis |
|  |                           |

|  | \| \| Spinops sternbergorum \| \| \| \| \| \| Centrosaurus apertus \| \| \| \| |
|  |                                                                                |
|  | Coronosaurus brinkmani                                                         |
|  |                                                                                |
|  | Spinops sternbergorum                                                          |
|  |                                                                                |
|  | Centrosaurus apertus                                                           |
|  |                                                                                |

|  | Spinops sternbergorum |
|  |                       |
|  | Centrosaurus apertus  |
|  |                       |

|  | Pachyrhinosaurus canadensis                                                              |
|  |                                                                                          |
|  | \| \| Pachyrhinosaurus lakustai \| \| \| \| \| \| Pachyrhinosaurus perotorum \| \| \| \| |
|  |                                                                                          |
|  | Pachyrhinosaurus lakustai                                                                |
|  |                                                                                          |
|  | Pachyrhinosaurus perotorum                                                               |
|  |                                                                                          |

|  | Pachyrhinosaurus lakustai  |
|  |                            |
|  | Pachyrhinosaurus perotorum |
|  |                            |

|  | Pachyrhinosaurus canadensis                                                              |
|  |                                                                                          |
|  | \| \| Pachyrhinosaurus lakustai \| \| \| \| \| \| Pachyrhinosaurus perotorum \| \| \| \| |
|  |                                                                                          |
|  | Pachyrhinosaurus lakustai                                                                |
|  |                                                                                          |
|  | Pachyrhinosaurus perotorum                                                               |
|  |                                                                                          |

|  | Pachyrhinosaurus lakustai  |
|  |                            |
|  | Pachyrhinosaurus perotorum |
|  |                            |

|  | Pachyrhinosaurus canadensis                                                              |
|  |                                                                                          |
|  | \| \| Pachyrhinosaurus lakustai \| \| \| \| \| \| Pachyrhinosaurus perotorum \| \| \| \| |
|  |                                                                                          |
|  | Pachyrhinosaurus lakustai                                                                |
|  |                                                                                          |
|  | Pachyrhinosaurus perotorum                                                               |
|  |                                                                                          |

|  | Pachyrhinosaurus lakustai  |
|  |                            |
|  | Pachyrhinosaurus perotorum |
|  |                            |

|  | Pachyrhinosaurus canadensis                                                              |
|  |                                                                                          |
|  | \| \| Pachyrhinosaurus lakustai \| \| \| \| \| \| Pachyrhinosaurus perotorum \| \| \| \| |
|  |                                                                                          |
|  | Pachyrhinosaurus lakustai                                                                |
|  |                                                                                          |
|  | Pachyrhinosaurus perotorum                                                               |
|  |                                                                                          |

|  | Pachyrhinosaurus lakustai  |
|  |                            |
|  | Pachyrhinosaurus perotorum |
|  |                            |

|  | Rubeosaurus ovatus        |
|  |                           |
|  | Styracosaurus albertensis |
|  |                           |

|  | \| \| Spinops sternbergorum \| \| \| \| \| \| Centrosaurus apertus \| \| \| \| |
|  |                                                                                |
|  | Coronosaurus brinkmani                                                         |
|  |                                                                                |
|  | Spinops sternbergorum                                                          |
|  |                                                                                |
|  | Centrosaurus apertus                                                           |
|  |                                                                                |

|  | Spinops sternbergorum |
|  |                       |
|  | Centrosaurus apertus  |
|  |                       |

|  | Rubeosaurus ovatus        |
|  |                           |
|  | Styracosaurus albertensis |
|  |                           |

|  | \| \| Spinops sternbergorum \| \| \| \| \| \| Centrosaurus apertus \| \| \| \| |
|  |                                                                                |
|  | Coronosaurus brinkmani                                                         |
|  |                                                                                |
|  | Spinops sternbergorum                                                          |
|  |                                                                                |
|  | Centrosaurus apertus                                                           |
|  |                                                                                |

|  | Spinops sternbergorum |
|  |                       |
|  | Centrosaurus apertus  |
|  |                       |

|  | Pachyrhinosaurus canadensis                                                              |
|  |                                                                                          |
|  | \| \| Pachyrhinosaurus lakustai \| \| \| \| \| \| Pachyrhinosaurus perotorum \| \| \| \| |
|  |                                                                                          |
|  | Pachyrhinosaurus lakustai                                                                |
|  |                                                                                          |
|  | Pachyrhinosaurus perotorum                                                               |
|  |                                                                                          |

|  | Pachyrhinosaurus lakustai  |
|  |                            |
|  | Pachyrhinosaurus perotorum |
|  |                            |

|  | Pachyrhinosaurus canadensis                                                              |
|  |                                                                                          |
|  | \| \| Pachyrhinosaurus lakustai \| \| \| \| \| \| Pachyrhinosaurus perotorum \| \| \| \| |
|  |                                                                                          |
|  | Pachyrhinosaurus lakustai                                                                |
|  |                                                                                          |
|  | Pachyrhinosaurus perotorum                                                               |
|  |                                                                                          |

|  | Pachyrhinosaurus lakustai  |
|  |                            |
|  | Pachyrhinosaurus perotorum |
|  |                            |

|  | Pachyrhinosaurus canadensis                                                              |
|  |                                                                                          |
|  | \| \| Pachyrhinosaurus lakustai \| \| \| \| \| \| Pachyrhinosaurus perotorum \| \| \| \| |
|  |                                                                                          |
|  | Pachyrhinosaurus lakustai                                                                |
|  |                                                                                          |
|  | Pachyrhinosaurus perotorum                                                               |
|  |                                                                                          |

|  | Pachyrhinosaurus lakustai  |
|  |                            |
|  | Pachyrhinosaurus perotorum |
|  |                            |

|  | Pachyrhinosaurus canadensis                                                              |
|  |                                                                                          |
|  | \| \| Pachyrhinosaurus lakustai \| \| \| \| \| \| Pachyrhinosaurus perotorum \| \| \| \| |
|  |                                                                                          |
|  | Pachyrhinosaurus lakustai                                                                |
|  |                                                                                          |
|  | Pachyrhinosaurus perotorum                                                               |
|  |                                                                                          |

|  | Pachyrhinosaurus lakustai  |
|  |                            |
|  | Pachyrhinosaurus perotorum |
|  |                            |

|  | Sinoceratops zhuchengensis |
|  |                            |
|  | Wendiceratops pinhornensis |
|  |                            |

|  | Rubeosaurus ovatus        |
|  |                           |
|  | Styracosaurus albertensis |
|  |                           |

|  | \| \| Spinops sternbergorum \| \| \| \| \| \| Centrosaurus apertus \| \| \| \| |
|  |                                                                                |
|  | Coronosaurus brinkmani                                                         |
|  |                                                                                |
|  | Spinops sternbergorum                                                          |
|  |                                                                                |
|  | Centrosaurus apertus                                                           |
|  |                                                                                |

|  | Spinops sternbergorum |
|  |                       |
|  | Centrosaurus apertus  |
|  |                       |

|  | Rubeosaurus ovatus        |
|  |                           |
|  | Styracosaurus albertensis |
|  |                           |

|  | \| \| Spinops sternbergorum \| \| \| \| \| \| Centrosaurus apertus \| \| \| \| |
|  |                                                                                |
|  | Coronosaurus brinkmani                                                         |
|  |                                                                                |
|  | Spinops sternbergorum                                                          |
|  |                                                                                |
|  | Centrosaurus apertus                                                           |
|  |                                                                                |

|  | Spinops sternbergorum |
|  |                       |
|  | Centrosaurus apertus  |
|  |                       |

|  | Pachyrhinosaurus canadensis                                                              |
|  |                                                                                          |
|  | \| \| Pachyrhinosaurus lakustai \| \| \| \| \| \| Pachyrhinosaurus perotorum \| \| \| \| |
|  |                                                                                          |
|  | Pachyrhinosaurus lakustai                                                                |
|  |                                                                                          |
|  | Pachyrhinosaurus perotorum                                                               |
|  |                                                                                          |

|  | Pachyrhinosaurus lakustai  |
|  |                            |
|  | Pachyrhinosaurus perotorum |
|  |                            |

|  | Pachyrhinosaurus canadensis                                                              |
|  |                                                                                          |
|  | \| \| Pachyrhinosaurus lakustai \| \| \| \| \| \| Pachyrhinosaurus perotorum \| \| \| \| |
|  |                                                                                          |
|  | Pachyrhinosaurus lakustai                                                                |
|  |                                                                                          |
|  | Pachyrhinosaurus perotorum                                                               |
|  |                                                                                          |

|  | Pachyrhinosaurus lakustai  |
|  |                            |
|  | Pachyrhinosaurus perotorum |
|  |                            |

|  | Pachyrhinosaurus canadensis                                                              |
|  |                                                                                          |
|  | \| \| Pachyrhinosaurus lakustai \| \| \| \| \| \| Pachyrhinosaurus perotorum \| \| \| \| |
|  |                                                                                          |
|  | Pachyrhinosaurus lakustai                                                                |
|  |                                                                                          |
|  | Pachyrhinosaurus perotorum                                                               |
|  |                                                                                          |

|  | Pachyrhinosaurus lakustai  |
|  |                            |
|  | Pachyrhinosaurus perotorum |
|  |                            |

|  | Pachyrhinosaurus canadensis                                                              |
|  |                                                                                          |
|  | \| \| Pachyrhinosaurus lakustai \| \| \| \| \| \| Pachyrhinosaurus perotorum \| \| \| \| |
|  |                                                                                          |
|  | Pachyrhinosaurus lakustai                                                                |
|  |                                                                                          |
|  | Pachyrhinosaurus perotorum                                                               |
|  |                                                                                          |

|  | Pachyrhinosaurus lakustai  |
|  |                            |
|  | Pachyrhinosaurus perotorum |
|  |                            |

|  | Rubeosaurus ovatus        |
|  |                           |
|  | Styracosaurus albertensis |
|  |                           |

|  | \| \| Spinops sternbergorum \| \| \| \| \| \| Centrosaurus apertus \| \| \| \| |
|  |                                                                                |
|  | Coronosaurus brinkmani                                                         |
|  |                                                                                |
|  | Spinops sternbergorum                                                          |
|  |                                                                                |
|  | Centrosaurus apertus                                                           |
|  |                                                                                |

|  | Spinops sternbergorum |
|  |                       |
|  | Centrosaurus apertus  |
|  |                       |

|  | Rubeosaurus ovatus        |
|  |                           |
|  | Styracosaurus albertensis |
|  |                           |

|  | \| \| Spinops sternbergorum \| \| \| \| \| \| Centrosaurus apertus \| \| \| \| |
|  |                                                                                |
|  | Coronosaurus brinkmani                                                         |
|  |                                                                                |
|  | Spinops sternbergorum                                                          |
|  |                                                                                |
|  | Centrosaurus apertus                                                           |
|  |                                                                                |

|  | Spinops sternbergorum |
|  |                       |
|  | Centrosaurus apertus  |
|  |                       |

|  | Pachyrhinosaurus canadensis                                                              |
|  |                                                                                          |
|  | \| \| Pachyrhinosaurus lakustai \| \| \| \| \| \| Pachyrhinosaurus perotorum \| \| \| \| |
|  |                                                                                          |
|  | Pachyrhinosaurus lakustai                                                                |
|  |                                                                                          |
|  | Pachyrhinosaurus perotorum                                                               |
|  |                                                                                          |

|  | Pachyrhinosaurus lakustai  |
|  |                            |
|  | Pachyrhinosaurus perotorum |
|  |                            |

|  | Pachyrhinosaurus canadensis                                                              |
|  |                                                                                          |
|  | \| \| Pachyrhinosaurus lakustai \| \| \| \| \| \| Pachyrhinosaurus perotorum \| \| \| \| |
|  |                                                                                          |
|  | Pachyrhinosaurus lakustai                                                                |
|  |                                                                                          |
|  | Pachyrhinosaurus perotorum                                                               |
|  |                                                                                          |

|  | Pachyrhinosaurus lakustai  |
|  |                            |
|  | Pachyrhinosaurus perotorum |
|  |                            |

|  | Pachyrhinosaurus canadensis                                                              |
|  |                                                                                          |
|  | \| \| Pachyrhinosaurus lakustai \| \| \| \| \| \| Pachyrhinosaurus perotorum \| \| \| \| |
|  |                                                                                          |
|  | Pachyrhinosaurus lakustai                                                                |
|  |                                                                                          |
|  | Pachyrhinosaurus perotorum                                                               |
|  |                                                                                          |

|  | Pachyrhinosaurus lakustai  |
|  |                            |
|  | Pachyrhinosaurus perotorum |
|  |                            |

|  | Pachyrhinosaurus canadensis                                                              |
|  |                                                                                          |
|  | \| \| Pachyrhinosaurus lakustai \| \| \| \| \| \| Pachyrhinosaurus perotorum \| \| \| \| |
|  |                                                                                          |
|  | Pachyrhinosaurus lakustai                                                                |
|  |                                                                                          |
|  | Pachyrhinosaurus perotorum                                                               |
|  |                                                                                          |

|  | Pachyrhinosaurus lakustai  |
|  |                            |
|  | Pachyrhinosaurus perotorum |
|  |                            |

|  | Sinoceratops zhuchengensis |
|  |                            |
|  | Wendiceratops pinhornensis |
|  |                            |

|  | Rubeosaurus ovatus        |
|  |                           |
|  | Styracosaurus albertensis |
|  |                           |

|  | \| \| Spinops sternbergorum \| \| \| \| \| \| Centrosaurus apertus \| \| \| \| |
|  |                                                                                |
|  | Coronosaurus brinkmani                                                         |
|  |                                                                                |
|  | Spinops sternbergorum                                                          |
|  |                                                                                |
|  | Centrosaurus apertus                                                           |
|  |                                                                                |

|  | Spinops sternbergorum |
|  |                       |
|  | Centrosaurus apertus  |
|  |                       |

|  | Rubeosaurus ovatus        |
|  |                           |
|  | Styracosaurus albertensis |
|  |                           |

|  | \| \| Spinops sternbergorum \| \| \| \| \| \| Centrosaurus apertus \| \| \| \| |
|  |                                                                                |
|  | Coronosaurus brinkmani                                                         |
|  |                                                                                |
|  | Spinops sternbergorum                                                          |
|  |                                                                                |
|  | Centrosaurus apertus                                                           |
|  |                                                                                |

|  | Spinops sternbergorum |
|  |                       |
|  | Centrosaurus apertus  |
|  |                       |

|  | Pachyrhinosaurus canadensis                                                              |
|  |                                                                                          |
|  | \| \| Pachyrhinosaurus lakustai \| \| \| \| \| \| Pachyrhinosaurus perotorum \| \| \| \| |
|  |                                                                                          |
|  | Pachyrhinosaurus lakustai                                                                |
|  |                                                                                          |
|  | Pachyrhinosaurus perotorum                                                               |
|  |                                                                                          |

|  | Pachyrhinosaurus lakustai  |
|  |                            |
|  | Pachyrhinosaurus perotorum |
|  |                            |

|  | Pachyrhinosaurus canadensis                                                              |
|  |                                                                                          |
|  | \| \| Pachyrhinosaurus lakustai \| \| \| \| \| \| Pachyrhinosaurus perotorum \| \| \| \| |
|  |                                                                                          |
|  | Pachyrhinosaurus lakustai                                                                |
|  |                                                                                          |
|  | Pachyrhinosaurus perotorum                                                               |
|  |                                                                                          |

|  | Pachyrhinosaurus lakustai  |
|  |                            |
|  | Pachyrhinosaurus perotorum |
|  |                            |

|  | Pachyrhinosaurus canadensis                                                              |
|  |                                                                                          |
|  | \| \| Pachyrhinosaurus lakustai \| \| \| \| \| \| Pachyrhinosaurus perotorum \| \| \| \| |
|  |                                                                                          |
|  | Pachyrhinosaurus lakustai                                                                |
|  |                                                                                          |
|  | Pachyrhinosaurus perotorum                                                               |
|  |                                                                                          |

|  | Pachyrhinosaurus lakustai  |
|  |                            |
|  | Pachyrhinosaurus perotorum |
|  |                            |

|  | Pachyrhinosaurus canadensis                                                              |
|  |                                                                                          |
|  | \| \| Pachyrhinosaurus lakustai \| \| \| \| \| \| Pachyrhinosaurus perotorum \| \| \| \| |
|  |                                                                                          |
|  | Pachyrhinosaurus lakustai                                                                |
|  |                                                                                          |
|  | Pachyrhinosaurus perotorum                                                               |
|  |                                                                                          |

|  | Pachyrhinosaurus lakustai  |
|  |                            |
|  | Pachyrhinosaurus perotorum |
|  |                            |

|  | Rubeosaurus ovatus        |
|  |                           |
|  | Styracosaurus albertensis |
|  |                           |

|  | \| \| Spinops sternbergorum \| \| \| \| \| \| Centrosaurus apertus \| \| \| \| |
|  |                                                                                |
|  | Coronosaurus brinkmani                                                         |
|  |                                                                                |
|  | Spinops sternbergorum                                                          |
|  |                                                                                |
|  | Centrosaurus apertus                                                           |
|  |                                                                                |

|  | Spinops sternbergorum |
|  |                       |
|  | Centrosaurus apertus  |
|  |                       |

|  | Rubeosaurus ovatus        |
|  |                           |
|  | Styracosaurus albertensis |
|  |                           |

|  | \| \| Spinops sternbergorum \| \| \| \| \| \| Centrosaurus apertus \| \| \| \| |
|  |                                                                                |
|  | Coronosaurus brinkmani                                                         |
|  |                                                                                |
|  | Spinops sternbergorum                                                          |
|  |                                                                                |
|  | Centrosaurus apertus                                                           |
|  |                                                                                |

|  | Spinops sternbergorum |
|  |                       |
|  | Centrosaurus apertus  |
|  |                       |

|  | Pachyrhinosaurus canadensis                                                              |
|  |                                                                                          |
|  | \| \| Pachyrhinosaurus lakustai \| \| \| \| \| \| Pachyrhinosaurus perotorum \| \| \| \| |
|  |                                                                                          |
|  | Pachyrhinosaurus lakustai                                                                |
|  |                                                                                          |
|  | Pachyrhinosaurus perotorum                                                               |
|  |                                                                                          |

|  | Pachyrhinosaurus lakustai  |
|  |                            |
|  | Pachyrhinosaurus perotorum |
|  |                            |

|  | Pachyrhinosaurus canadensis                                                              |
|  |                                                                                          |
|  | \| \| Pachyrhinosaurus lakustai \| \| \| \| \| \| Pachyrhinosaurus perotorum \| \| \| \| |
|  |                                                                                          |
|  | Pachyrhinosaurus lakustai                                                                |
|  |                                                                                          |
|  | Pachyrhinosaurus perotorum                                                               |
|  |                                                                                          |

|  | Pachyrhinosaurus lakustai  |
|  |                            |
|  | Pachyrhinosaurus perotorum |
|  |                            |

|  | Pachyrhinosaurus canadensis                                                              |
|  |                                                                                          |
|  | \| \| Pachyrhinosaurus lakustai \| \| \| \| \| \| Pachyrhinosaurus perotorum \| \| \| \| |
|  |                                                                                          |
|  | Pachyrhinosaurus lakustai                                                                |
|  |                                                                                          |
|  | Pachyrhinosaurus perotorum                                                               |
|  |                                                                                          |

|  | Pachyrhinosaurus lakustai  |
|  |                            |
|  | Pachyrhinosaurus perotorum |
|  |                            |

|  | Pachyrhinosaurus canadensis                                                              |
|  |                                                                                          |
|  | \| \| Pachyrhinosaurus lakustai \| \| \| \| \| \| Pachyrhinosaurus perotorum \| \| \| \| |
|  |                                                                                          |
|  | Pachyrhinosaurus lakustai                                                                |
|  |                                                                                          |
|  | Pachyrhinosaurus perotorum                                                               |
|  |                                                                                          |

|  | Pachyrhinosaurus lakustai  |
|  |                            |
|  | Pachyrhinosaurus perotorum |
|  |                            |

|  | Sinoceratops zhuchengensis |
|  |                            |
|  | Wendiceratops pinhornensis |
|  |                            |

|  | Avaceratops lammersi (ANSP 15800) |
|  |                                   |
|  | MOR 692                           |
|  |                                   |
|  | CMN 8804                          |
|  |                                   |
|  | Nasutoceratops titusi             |
|  |                                   |
|  | Taxón de Malta                    |
|  |                                   |

|  | Rubeosaurus ovatus        |
|  |                           |
|  | Styracosaurus albertensis |
|  |                           |

|  | \| \| Spinops sternbergorum \| \| \| \| \| \| Centrosaurus apertus \| \| \| \| |
|  |                                                                                |
|  | Coronosaurus brinkmani                                                         |
|  |                                                                                |
|  | Spinops sternbergorum                                                          |
|  |                                                                                |
|  | Centrosaurus apertus                                                           |
|  |                                                                                |

|  | Spinops sternbergorum |
|  |                       |
|  | Centrosaurus apertus  |
|  |                       |

|  | Rubeosaurus ovatus        |
|  |                           |
|  | Styracosaurus albertensis |
|  |                           |

|  | \| \| Spinops sternbergorum \| \| \| \| \| \| Centrosaurus apertus \| \| \| \| |
|  |                                                                                |
|  | Coronosaurus brinkmani                                                         |
|  |                                                                                |
|  | Spinops sternbergorum                                                          |
|  |                                                                                |
|  | Centrosaurus apertus                                                           |
|  |                                                                                |

|  | Spinops sternbergorum |
|  |                       |
|  | Centrosaurus apertus  |
|  |                       |

|  | Pachyrhinosaurus canadensis                                                              |
|  |                                                                                          |
|  | \| \| Pachyrhinosaurus lakustai \| \| \| \| \| \| Pachyrhinosaurus perotorum \| \| \| \| |
|  |                                                                                          |
|  | Pachyrhinosaurus lakustai                                                                |
|  |                                                                                          |
|  | Pachyrhinosaurus perotorum                                                               |
|  |                                                                                          |

|  | Pachyrhinosaurus lakustai  |
|  |                            |
|  | Pachyrhinosaurus perotorum |
|  |                            |

|  | Pachyrhinosaurus canadensis                                                              |
|  |                                                                                          |
|  | \| \| Pachyrhinosaurus lakustai \| \| \| \| \| \| Pachyrhinosaurus perotorum \| \| \| \| |
|  |                                                                                          |
|  | Pachyrhinosaurus lakustai                                                                |
|  |                                                                                          |
|  | Pachyrhinosaurus perotorum                                                               |
|  |                                                                                          |

|  | Pachyrhinosaurus lakustai  |
|  |                            |
|  | Pachyrhinosaurus perotorum |
|  |                            |

|  | Pachyrhinosaurus canadensis                                                              |
|  |                                                                                          |
|  | \| \| Pachyrhinosaurus lakustai \| \| \| \| \| \| Pachyrhinosaurus perotorum \| \| \| \| |
|  |                                                                                          |
|  | Pachyrhinosaurus lakustai                                                                |
|  |                                                                                          |
|  | Pachyrhinosaurus perotorum                                                               |
|  |                                                                                          |

|  | Pachyrhinosaurus lakustai  |
|  |                            |
|  | Pachyrhinosaurus perotorum |
|  |                            |

|  | Pachyrhinosaurus canadensis                                                              |
|  |                                                                                          |
|  | \| \| Pachyrhinosaurus lakustai \| \| \| \| \| \| Pachyrhinosaurus perotorum \| \| \| \| |
|  |                                                                                          |
|  | Pachyrhinosaurus lakustai                                                                |
|  |                                                                                          |
|  | Pachyrhinosaurus perotorum                                                               |
|  |                                                                                          |

|  | Pachyrhinosaurus lakustai  |
|  |                            |
|  | Pachyrhinosaurus perotorum |
|  |                            |

|  | Rubeosaurus ovatus        |
|  |                           |
|  | Styracosaurus albertensis |
|  |                           |

|  | \| \| Spinops sternbergorum \| \| \| \| \| \| Centrosaurus apertus \| \| \| \| |
|  |                                                                                |
|  | Coronosaurus brinkmani                                                         |
|  |                                                                                |
|  | Spinops sternbergorum                                                          |
|  |                                                                                |
|  | Centrosaurus apertus                                                           |
|  |                                                                                |

|  | Spinops sternbergorum |
|  |                       |
|  | Centrosaurus apertus  |
|  |                       |

|  | Rubeosaurus ovatus        |
|  |                           |
|  | Styracosaurus albertensis |
|  |                           |

|  | \| \| Spinops sternbergorum \| \| \| \| \| \| Centrosaurus apertus \| \| \| \| |
|  |                                                                                |
|  | Coronosaurus brinkmani                                                         |
|  |                                                                                |
|  | Spinops sternbergorum                                                          |
|  |                                                                                |
|  | Centrosaurus apertus                                                           |
|  |                                                                                |

|  | Spinops sternbergorum |
|  |                       |
|  | Centrosaurus apertus  |
|  |                       |

|  | Pachyrhinosaurus canadensis                                                              |
|  |                                                                                          |
|  | \| \| Pachyrhinosaurus lakustai \| \| \| \| \| \| Pachyrhinosaurus perotorum \| \| \| \| |
|  |                                                                                          |
|  | Pachyrhinosaurus lakustai                                                                |
|  |                                                                                          |
|  | Pachyrhinosaurus perotorum                                                               |
|  |                                                                                          |

|  | Pachyrhinosaurus lakustai  |
|  |                            |
|  | Pachyrhinosaurus perotorum |
|  |                            |

|  | Pachyrhinosaurus canadensis                                                              |
|  |                                                                                          |
|  | \| \| Pachyrhinosaurus lakustai \| \| \| \| \| \| Pachyrhinosaurus perotorum \| \| \| \| |
|  |                                                                                          |
|  | Pachyrhinosaurus lakustai                                                                |
|  |                                                                                          |
|  | Pachyrhinosaurus perotorum                                                               |
|  |                                                                                          |

|  | Pachyrhinosaurus lakustai  |
|  |                            |
|  | Pachyrhinosaurus perotorum |
|  |                            |

|  | Pachyrhinosaurus canadensis                                                              |
|  |                                                                                          |
|  | \| \| Pachyrhinosaurus lakustai \| \| \| \| \| \| Pachyrhinosaurus perotorum \| \| \| \| |
|  |                                                                                          |
|  | Pachyrhinosaurus lakustai                                                                |
|  |                                                                                          |
|  | Pachyrhinosaurus perotorum                                                               |
|  |                                                                                          |

|  | Pachyrhinosaurus lakustai  |
|  |                            |
|  | Pachyrhinosaurus perotorum |
|  |                            |

|  | Pachyrhinosaurus canadensis                                                              |
|  |                                                                                          |
|  | \| \| Pachyrhinosaurus lakustai \| \| \| \| \| \| Pachyrhinosaurus perotorum \| \| \| \| |
|  |                                                                                          |
|  | Pachyrhinosaurus lakustai                                                                |
|  |                                                                                          |
|  | Pachyrhinosaurus perotorum                                                               |
|  |                                                                                          |

|  | Pachyrhinosaurus lakustai  |
|  |                            |
|  | Pachyrhinosaurus perotorum |
|  |                            |

|  | Sinoceratops zhuchengensis |
|  |                            |
|  | Wendiceratops pinhornensis |
|  |                            |

|  | Rubeosaurus ovatus        |
|  |                           |
|  | Styracosaurus albertensis |
|  |                           |

|  | \| \| Spinops sternbergorum \| \| \| \| \| \| Centrosaurus apertus \| \| \| \| |
|  |                                                                                |
|  | Coronosaurus brinkmani                                                         |
|  |                                                                                |
|  | Spinops sternbergorum                                                          |
|  |                                                                                |
|  | Centrosaurus apertus                                                           |
|  |                                                                                |

|  | Spinops sternbergorum |
|  |                       |
|  | Centrosaurus apertus  |
|  |                       |

|  | Rubeosaurus ovatus        |
|  |                           |
|  | Styracosaurus albertensis |
|  |                           |

|  | \| \| Spinops sternbergorum \| \| \| \| \| \| Centrosaurus apertus \| \| \| \| |
|  |                                                                                |
|  | Coronosaurus brinkmani                                                         |
|  |                                                                                |
|  | Spinops sternbergorum                                                          |
|  |                                                                                |
|  | Centrosaurus apertus                                                           |
|  |                                                                                |

|  | Spinops sternbergorum |
|  |                       |
|  | Centrosaurus apertus  |
|  |                       |

|  | Pachyrhinosaurus canadensis                                                              |
|  |                                                                                          |
|  | \| \| Pachyrhinosaurus lakustai \| \| \| \| \| \| Pachyrhinosaurus perotorum \| \| \| \| |
|  |                                                                                          |
|  | Pachyrhinosaurus lakustai                                                                |
|  |                                                                                          |
|  | Pachyrhinosaurus perotorum                                                               |
|  |                                                                                          |

|  | Pachyrhinosaurus lakustai  |
|  |                            |
|  | Pachyrhinosaurus perotorum |
|  |                            |

|  | Pachyrhinosaurus canadensis                                                              |
|  |                                                                                          |
|  | \| \| Pachyrhinosaurus lakustai \| \| \| \| \| \| Pachyrhinosaurus perotorum \| \| \| \| |
|  |                                                                                          |
|  | Pachyrhinosaurus lakustai                                                                |
|  |                                                                                          |
|  | Pachyrhinosaurus perotorum                                                               |
|  |                                                                                          |

|  | Pachyrhinosaurus lakustai  |
|  |                            |
|  | Pachyrhinosaurus perotorum |
|  |                            |

|  | Pachyrhinosaurus canadensis                                                              |
|  |                                                                                          |
|  | \| \| Pachyrhinosaurus lakustai \| \| \| \| \| \| Pachyrhinosaurus perotorum \| \| \| \| |
|  |                                                                                          |
|  | Pachyrhinosaurus lakustai                                                                |
|  |                                                                                          |
|  | Pachyrhinosaurus perotorum                                                               |
|  |                                                                                          |

|  | Pachyrhinosaurus lakustai  |
|  |                            |
|  | Pachyrhinosaurus perotorum |
|  |                            |

|  | Pachyrhinosaurus canadensis                                                              |
|  |                                                                                          |
|  | \| \| Pachyrhinosaurus lakustai \| \| \| \| \| \| Pachyrhinosaurus perotorum \| \| \| \| |
|  |                                                                                          |
|  | Pachyrhinosaurus lakustai                                                                |
|  |                                                                                          |
|  | Pachyrhinosaurus perotorum                                                               |
|  |                                                                                          |

|  | Pachyrhinosaurus lakustai  |
|  |                            |
|  | Pachyrhinosaurus perotorum |
|  |                            |

|  | Rubeosaurus ovatus        |
|  |                           |
|  | Styracosaurus albertensis |
|  |                           |

|  | \| \| Spinops sternbergorum \| \| \| \| \| \| Centrosaurus apertus \| \| \| \| |
|  |                                                                                |
|  | Coronosaurus brinkmani                                                         |
|  |                                                                                |
|  | Spinops sternbergorum                                                          |
|  |                                                                                |
|  | Centrosaurus apertus                                                           |
|  |                                                                                |

|  | Spinops sternbergorum |
|  |                       |
|  | Centrosaurus apertus  |
|  |                       |

|  | Rubeosaurus ovatus        |
|  |                           |
|  | Styracosaurus albertensis |
|  |                           |

|  | \| \| Spinops sternbergorum \| \| \| \| \| \| Centrosaurus apertus \| \| \| \| |
|  |                                                                                |
|  | Coronosaurus brinkmani                                                         |
|  |                                                                                |
|  | Spinops sternbergorum                                                          |
|  |                                                                                |
|  | Centrosaurus apertus                                                           |
|  |                                                                                |

|  | Spinops sternbergorum |
|  |                       |
|  | Centrosaurus apertus  |
|  |                       |

|  | Pachyrhinosaurus canadensis                                                              |
|  |                                                                                          |
|  | \| \| Pachyrhinosaurus lakustai \| \| \| \| \| \| Pachyrhinosaurus perotorum \| \| \| \| |
|  |                                                                                          |
|  | Pachyrhinosaurus lakustai                                                                |
|  |                                                                                          |
|  | Pachyrhinosaurus perotorum                                                               |
|  |                                                                                          |

|  | Pachyrhinosaurus lakustai  |
|  |                            |
|  | Pachyrhinosaurus perotorum |
|  |                            |

|  | Pachyrhinosaurus canadensis                                                              |
|  |                                                                                          |
|  | \| \| Pachyrhinosaurus lakustai \| \| \| \| \| \| Pachyrhinosaurus perotorum \| \| \| \| |
|  |                                                                                          |
|  | Pachyrhinosaurus lakustai                                                                |
|  |                                                                                          |
|  | Pachyrhinosaurus perotorum                                                               |
|  |                                                                                          |

|  | Pachyrhinosaurus lakustai  |
|  |                            |
|  | Pachyrhinosaurus perotorum |
|  |                            |

|  | Pachyrhinosaurus canadensis                                                              |
|  |                                                                                          |
|  | \| \| Pachyrhinosaurus lakustai \| \| \| \| \| \| Pachyrhinosaurus perotorum \| \| \| \| |
|  |                                                                                          |
|  | Pachyrhinosaurus lakustai                                                                |
|  |                                                                                          |
|  | Pachyrhinosaurus perotorum                                                               |
|  |                                                                                          |

|  | Pachyrhinosaurus lakustai  |
|  |                            |
|  | Pachyrhinosaurus perotorum |
|  |                            |

|  | Pachyrhinosaurus canadensis                                                              |
|  |                                                                                          |
|  | \| \| Pachyrhinosaurus lakustai \| \| \| \| \| \| Pachyrhinosaurus perotorum \| \| \| \| |
|  |                                                                                          |
|  | Pachyrhinosaurus lakustai                                                                |
|  |                                                                                          |
|  | Pachyrhinosaurus perotorum                                                               |
|  |                                                                                          |

|  | Pachyrhinosaurus lakustai  |
|  |                            |
|  | Pachyrhinosaurus perotorum |
|  |                            |

|  | Sinoceratops zhuchengensis |
|  |                            |
|  | Wendiceratops pinhornensis |
|  |                            |

|  | Rubeosaurus ovatus        |
|  |                           |
|  | Styracosaurus albertensis |
|  |                           |

|  | \| \| Spinops sternbergorum \| \| \| \| \| \| Centrosaurus apertus \| \| \| \| |
|  |                                                                                |
|  | Coronosaurus brinkmani                                                         |
|  |                                                                                |
|  | Spinops sternbergorum                                                          |
|  |                                                                                |
|  | Centrosaurus apertus                                                           |
|  |                                                                                |

|  | Spinops sternbergorum |
|  |                       |
|  | Centrosaurus apertus  |
|  |                       |

|  | Rubeosaurus ovatus        |
|  |                           |
|  | Styracosaurus albertensis |
|  |                           |

|  | \| \| Spinops sternbergorum \| \| \| \| \| \| Centrosaurus apertus \| \| \| \| |
|  |                                                                                |
|  | Coronosaurus brinkmani                                                         |
|  |                                                                                |
|  | Spinops sternbergorum                                                          |
|  |                                                                                |
|  | Centrosaurus apertus                                                           |
|  |                                                                                |

|  | Spinops sternbergorum |
|  |                       |
|  | Centrosaurus apertus  |
|  |                       |

|  | Pachyrhinosaurus canadensis                                                              |
|  |                                                                                          |
|  | \| \| Pachyrhinosaurus lakustai \| \| \| \| \| \| Pachyrhinosaurus perotorum \| \| \| \| |
|  |                                                                                          |
|  | Pachyrhinosaurus lakustai                                                                |
|  |                                                                                          |
|  | Pachyrhinosaurus perotorum                                                               |
|  |                                                                                          |

|  | Pachyrhinosaurus lakustai  |
|  |                            |
|  | Pachyrhinosaurus perotorum |
|  |                            |

|  | Pachyrhinosaurus canadensis                                                              |
|  |                                                                                          |
|  | \| \| Pachyrhinosaurus lakustai \| \| \| \| \| \| Pachyrhinosaurus perotorum \| \| \| \| |
|  |                                                                                          |
|  | Pachyrhinosaurus lakustai                                                                |
|  |                                                                                          |
|  | Pachyrhinosaurus perotorum                                                               |
|  |                                                                                          |

|  | Pachyrhinosaurus lakustai  |
|  |                            |
|  | Pachyrhinosaurus perotorum |
|  |                            |

|  | Pachyrhinosaurus canadensis                                                              |
|  |                                                                                          |
|  | \| \| Pachyrhinosaurus lakustai \| \| \| \| \| \| Pachyrhinosaurus perotorum \| \| \| \| |
|  |                                                                                          |
|  | Pachyrhinosaurus lakustai                                                                |
|  |                                                                                          |
|  | Pachyrhinosaurus perotorum                                                               |
|  |                                                                                          |

|  | Pachyrhinosaurus lakustai  |
|  |                            |
|  | Pachyrhinosaurus perotorum |
|  |                            |

|  | Pachyrhinosaurus canadensis                                                              |
|  |                                                                                          |
|  | \| \| Pachyrhinosaurus lakustai \| \| \| \| \| \| Pachyrhinosaurus perotorum \| \| \| \| |
|  |                                                                                          |
|  | Pachyrhinosaurus lakustai                                                                |
|  |                                                                                          |
|  | Pachyrhinosaurus perotorum                                                               |
|  |                                                                                          |

|  | Pachyrhinosaurus lakustai  |
|  |                            |
|  | Pachyrhinosaurus perotorum |
|  |                            |

|  | Rubeosaurus ovatus        |
|  |                           |
|  | Styracosaurus albertensis |
|  |                           |

|  | \| \| Spinops sternbergorum \| \| \| \| \| \| Centrosaurus apertus \| \| \| \| |
|  |                                                                                |
|  | Coronosaurus brinkmani                                                         |
|  |                                                                                |
|  | Spinops sternbergorum                                                          |
|  |                                                                                |
|  | Centrosaurus apertus                                                           |
|  |                                                                                |

|  | Spinops sternbergorum |
|  |                       |
|  | Centrosaurus apertus  |
|  |                       |

|  | Rubeosaurus ovatus        |
|  |                           |
|  | Styracosaurus albertensis |
|  |                           |

|  | \| \| Spinops sternbergorum \| \| \| \| \| \| Centrosaurus apertus \| \| \| \| |
|  |                                                                                |
|  | Coronosaurus brinkmani                                                         |
|  |                                                                                |
|  | Spinops sternbergorum                                                          |
|  |                                                                                |
|  | Centrosaurus apertus                                                           |
|  |                                                                                |

|  | Spinops sternbergorum |
|  |                       |
|  | Centrosaurus apertus  |
|  |                       |

|  | Pachyrhinosaurus canadensis                                                              |
|  |                                                                                          |
|  | \| \| Pachyrhinosaurus lakustai \| \| \| \| \| \| Pachyrhinosaurus perotorum \| \| \| \| |
|  |                                                                                          |
|  | Pachyrhinosaurus lakustai                                                                |
|  |                                                                                          |
|  | Pachyrhinosaurus perotorum                                                               |
|  |                                                                                          |

|  | Pachyrhinosaurus lakustai  |
|  |                            |
|  | Pachyrhinosaurus perotorum |
|  |                            |

|  | Pachyrhinosaurus canadensis                                                              |
|  |                                                                                          |
|  | \| \| Pachyrhinosaurus lakustai \| \| \| \| \| \| Pachyrhinosaurus perotorum \| \| \| \| |
|  |                                                                                          |
|  | Pachyrhinosaurus lakustai                                                                |
|  |                                                                                          |
|  | Pachyrhinosaurus perotorum                                                               |
|  |                                                                                          |

|  | Pachyrhinosaurus lakustai  |
|  |                            |
|  | Pachyrhinosaurus perotorum |
|  |                            |

|  | Pachyrhinosaurus canadensis                                                              |
|  |                                                                                          |
|  | \| \| Pachyrhinosaurus lakustai \| \| \| \| \| \| Pachyrhinosaurus perotorum \| \| \| \| |
|  |                                                                                          |
|  | Pachyrhinosaurus lakustai                                                                |
|  |                                                                                          |
|  | Pachyrhinosaurus perotorum                                                               |
|  |                                                                                          |

|  | Pachyrhinosaurus lakustai  |
|  |                            |
|  | Pachyrhinosaurus perotorum |
|  |                            |

|  | Pachyrhinosaurus canadensis                                                              |
|  |                                                                                          |
|  | \| \| Pachyrhinosaurus lakustai \| \| \| \| \| \| Pachyrhinosaurus perotorum \| \| \| \| |
|  |                                                                                          |
|  | Pachyrhinosaurus lakustai                                                                |
|  |                                                                                          |
|  | Pachyrhinosaurus perotorum                                                               |
|  |                                                                                          |

|  | Pachyrhinosaurus lakustai  |
|  |                            |
|  | Pachyrhinosaurus perotorum |
|  |                            |

|  | Sinoceratops zhuchengensis |
|  |                            |
|  | Wendiceratops pinhornensis |
|  |                            |

|  | Rubeosaurus ovatus        |
|  |                           |
|  | Styracosaurus albertensis |
|  |                           |

|  | \| \| Spinops sternbergorum \| \| \| \| \| \| Centrosaurus apertus \| \| \| \| |
|  |                                                                                |
|  | Coronosaurus brinkmani                                                         |
|  |                                                                                |
|  | Spinops sternbergorum                                                          |
|  |                                                                                |
|  | Centrosaurus apertus                                                           |
|  |                                                                                |

|  | Spinops sternbergorum |
|  |                       |
|  | Centrosaurus apertus  |
|  |                       |

|  | Rubeosaurus ovatus        |
|  |                           |
|  | Styracosaurus albertensis |
|  |                           |

|  | \| \| Spinops sternbergorum \| \| \| \| \| \| Centrosaurus apertus \| \| \| \| |
|  |                                                                                |
|  | Coronosaurus brinkmani                                                         |
|  |                                                                                |
|  | Spinops sternbergorum                                                          |
|  |                                                                                |
|  | Centrosaurus apertus                                                           |
|  |                                                                                |

|  | Spinops sternbergorum |
|  |                       |
|  | Centrosaurus apertus  |
|  |                       |

|  | Pachyrhinosaurus canadensis                                                              |
|  |                                                                                          |
|  | \| \| Pachyrhinosaurus lakustai \| \| \| \| \| \| Pachyrhinosaurus perotorum \| \| \| \| |
|  |                                                                                          |
|  | Pachyrhinosaurus lakustai                                                                |
|  |                                                                                          |
|  | Pachyrhinosaurus perotorum                                                               |
|  |                                                                                          |

|  | Pachyrhinosaurus lakustai  |
|  |                            |
|  | Pachyrhinosaurus perotorum |
|  |                            |

|  | Pachyrhinosaurus canadensis                                                              |
|  |                                                                                          |
|  | \| \| Pachyrhinosaurus lakustai \| \| \| \| \| \| Pachyrhinosaurus perotorum \| \| \| \| |
|  |                                                                                          |
|  | Pachyrhinosaurus lakustai                                                                |
|  |                                                                                          |
|  | Pachyrhinosaurus perotorum                                                               |
|  |                                                                                          |

|  | Pachyrhinosaurus lakustai  |
|  |                            |
|  | Pachyrhinosaurus perotorum |
|  |                            |

|  | Pachyrhinosaurus canadensis                                                              |
|  |                                                                                          |
|  | \| \| Pachyrhinosaurus lakustai \| \| \| \| \| \| Pachyrhinosaurus perotorum \| \| \| \| |
|  |                                                                                          |
|  | Pachyrhinosaurus lakustai                                                                |
|  |                                                                                          |
|  | Pachyrhinosaurus perotorum                                                               |
|  |                                                                                          |

|  | Pachyrhinosaurus lakustai  |
|  |                            |
|  | Pachyrhinosaurus perotorum |
|  |                            |

|  | Pachyrhinosaurus canadensis                                                              |
|  |                                                                                          |
|  | \| \| Pachyrhinosaurus lakustai \| \| \| \| \| \| Pachyrhinosaurus perotorum \| \| \| \| |
|  |                                                                                          |
|  | Pachyrhinosaurus lakustai                                                                |
|  |                                                                                          |
|  | Pachyrhinosaurus perotorum                                                               |
|  |                                                                                          |

|  | Pachyrhinosaurus lakustai  |
|  |                            |
|  | Pachyrhinosaurus perotorum |
|  |                            |

|  | Rubeosaurus ovatus        |
|  |                           |
|  | Styracosaurus albertensis |
|  |                           |

|  | \| \| Spinops sternbergorum \| \| \| \| \| \| Centrosaurus apertus \| \| \| \| |
|  |                                                                                |
|  | Coronosaurus brinkmani                                                         |
|  |                                                                                |
|  | Spinops sternbergorum                                                          |
|  |                                                                                |
|  | Centrosaurus apertus                                                           |
|  |                                                                                |

|  | Spinops sternbergorum |
|  |                       |
|  | Centrosaurus apertus  |
|  |                       |

|  | Rubeosaurus ovatus        |
|  |                           |
|  | Styracosaurus albertensis |
|  |                           |

|  | \| \| Spinops sternbergorum \| \| \| \| \| \| Centrosaurus apertus \| \| \| \| |
|  |                                                                                |
|  | Coronosaurus brinkmani                                                         |
|  |                                                                                |
|  | Spinops sternbergorum                                                          |
|  |                                                                                |
|  | Centrosaurus apertus                                                           |
|  |                                                                                |

|  | Spinops sternbergorum |
|  |                       |
|  | Centrosaurus apertus  |
|  |                       |

|  | Pachyrhinosaurus canadensis                                                              |
|  |                                                                                          |
|  | \| \| Pachyrhinosaurus lakustai \| \| \| \| \| \| Pachyrhinosaurus perotorum \| \| \| \| |
|  |                                                                                          |
|  | Pachyrhinosaurus lakustai                                                                |
|  |                                                                                          |
|  | Pachyrhinosaurus perotorum                                                               |
|  |                                                                                          |

|  | Pachyrhinosaurus lakustai  |
|  |                            |
|  | Pachyrhinosaurus perotorum |
|  |                            |

|  | Pachyrhinosaurus canadensis                                                              |
|  |                                                                                          |
|  | \| \| Pachyrhinosaurus lakustai \| \| \| \| \| \| Pachyrhinosaurus perotorum \| \| \| \| |
|  |                                                                                          |
|  | Pachyrhinosaurus lakustai                                                                |
|  |                                                                                          |
|  | Pachyrhinosaurus perotorum                                                               |
|  |                                                                                          |

|  | Pachyrhinosaurus lakustai  |
|  |                            |
|  | Pachyrhinosaurus perotorum |
|  |                            |

|  | Pachyrhinosaurus canadensis                                                              |
|  |                                                                                          |
|  | \| \| Pachyrhinosaurus lakustai \| \| \| \| \| \| Pachyrhinosaurus perotorum \| \| \| \| |
|  |                                                                                          |
|  | Pachyrhinosaurus lakustai                                                                |
|  |                                                                                          |
|  | Pachyrhinosaurus perotorum                                                               |
|  |                                                                                          |

|  | Pachyrhinosaurus lakustai  |
|  |                            |
|  | Pachyrhinosaurus perotorum |
|  |                            |

|  | Pachyrhinosaurus canadensis                                                              |
|  |                                                                                          |
|  | \| \| Pachyrhinosaurus lakustai \| \| \| \| \| \| Pachyrhinosaurus perotorum \| \| \| \| |
|  |                                                                                          |
|  | Pachyrhinosaurus lakustai                                                                |
|  |                                                                                          |
|  | Pachyrhinosaurus perotorum                                                               |
|  |                                                                                          |

|  | Pachyrhinosaurus lakustai  |
|  |                            |
|  | Pachyrhinosaurus perotorum |
|  |                            |

|  | Sinoceratops zhuchengensis |
|  |                            |
|  | Wendiceratops pinhornensis |
|  |                            |

## Paleobiología

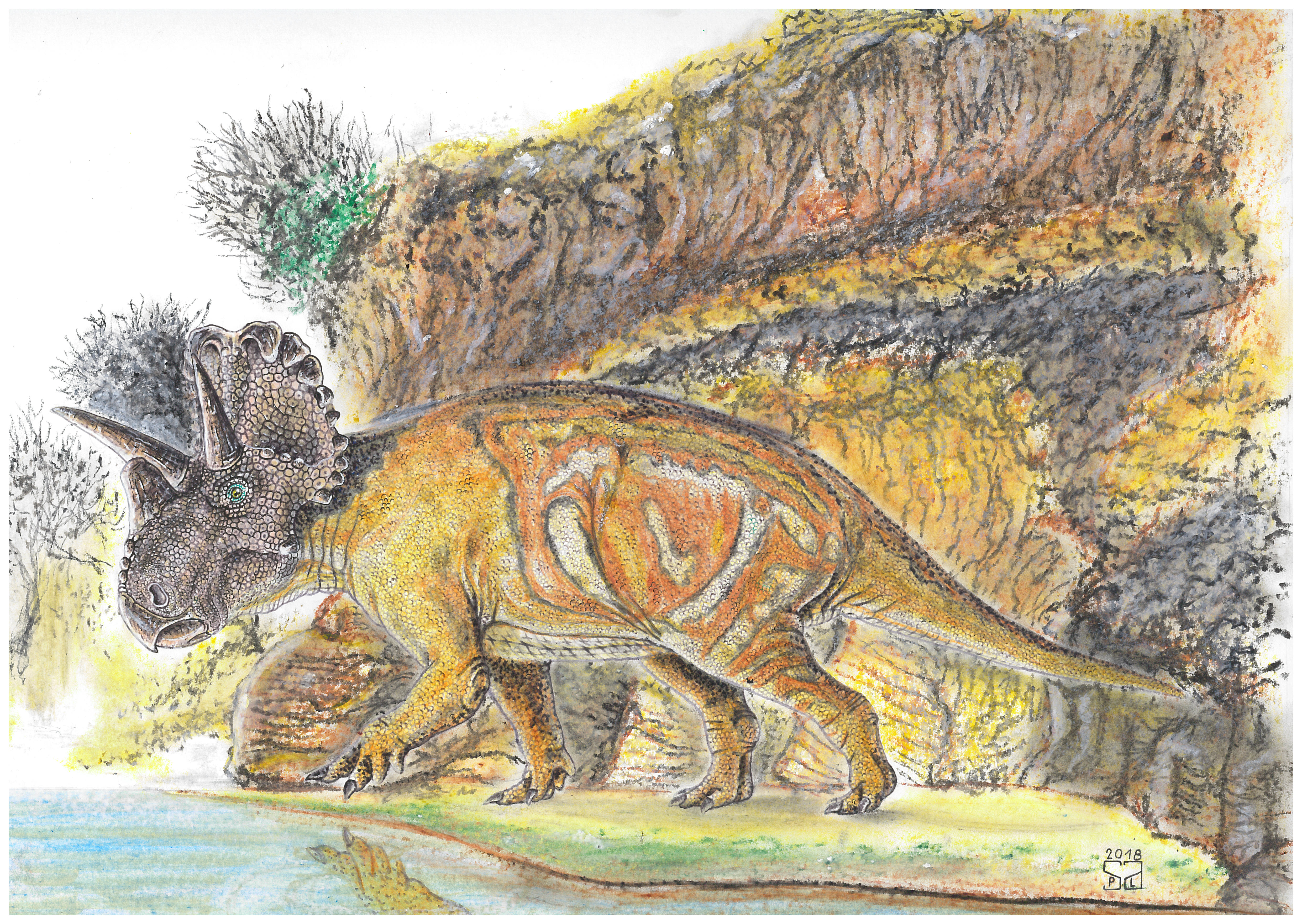
Recreación en vida de Wendiceratops en su hábitat.

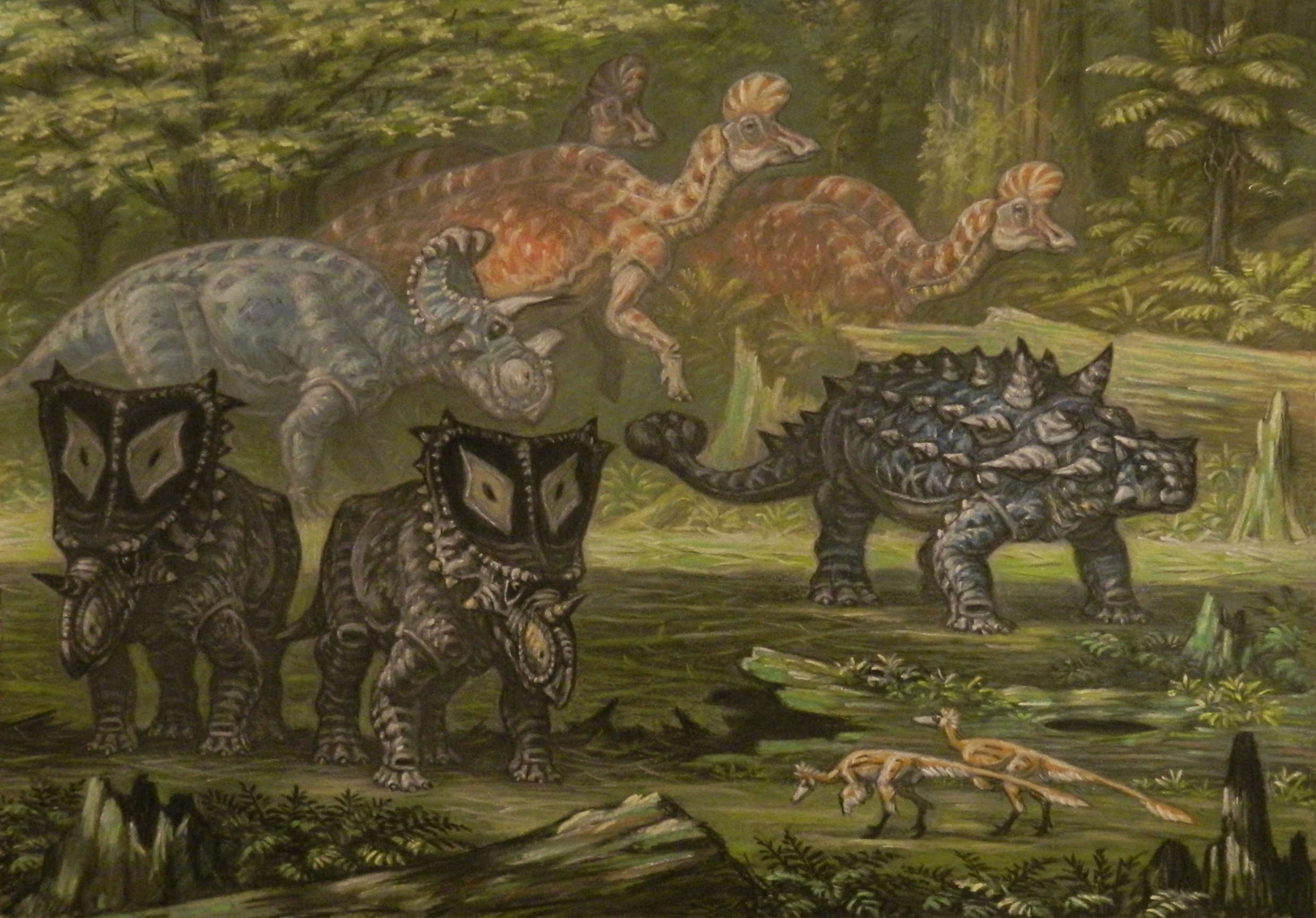
Wendiceratops (centro y atrás) con otros herbívoros de la Formación Oldman.

Habiendo sido hallado en la Formación Oldman, Wendiceratops compartía su hábitat con otros dinosaurios como Daspletosaurus, Paronychodon, Troodon, Albertaceratops y Parasaurolophus. Los autores señalaron que tras el descubrimiento de Wendiceratops, ya se conocen no menos de cinco especies de ceratópsidos de la zona inferior de Oldman o las formaciones norteamericanas contemporáneas, incluyendo a Albertaceratops y a Judiceratops, Medusaceratops y Avaceratops. Ellos asumen que esto era posible gracias a las especializaciones ecológicas y también indicaban un fuerte recambio faunístico, una rápida sucesión de especies relacionadas.